# Hydro-Québec
Hydro-Québec (französisch, [iˈdʀo keˈbɛk]) ist ein kanadisches Unternehmen der Elektrizitätsversorgung. Das der Regierung der Provinz Québec unterstellte Staatsunternehmen mit Sitz in Montreal ist für die Erzeugung, die Übertragung und die Verteilung von elektrischer Energie in Québec verantwortlich. Ein Teil der Produktion wird in den Nordosten der Vereinigten Staaten exportiert. Mit 61 Wasserkraftwerken ist Hydro-Québec der größte Elektrizitätsproduzent Kanadas und der weltweit größte Produzent von elektrischer Energie aus Wasserkraft. Im Jahr 2013 betrug die installierte Leistung der Anlagen 36.068 Megawatt (MW); 19.692 Mitarbeiter erwirtschafteten einen Umsatz von 12,881 Milliarden kanadischen Dollar (CAD).
Das Unternehmen entstand 1944 durch die Verstaatlichung von Montreal Light, Heat and Power, das in der Region um Montreal ein Gas- und Elektrizitätsmonopol besaß. Hydro-Québec erweiterte zunächst die installierte Leistung der übernommenen Kraftwerke und begann in den 1950er Jahren mit dem Bau neuer Werke. 1963 gingen weitere elf private Elektrizitätsgesellschaften in Staatsbesitz über, wodurch sich Hydro-Québec zum mit Abstand größten Stromversorger der Provinz entwickelte. Von 1966 bis 2012 war das Kernkraftwerk Gentilly in Betrieb, das einzige Québecs. Der Ausbau der Stromversorgung aus Wasserkraft konzentrierte sich auf den schwach besiedelten Norden der Provinz, wo zahlreiche Staudämme entstanden.
Die großen Wasserkraftprojekte erlaubten es der Provinz Québec, die Abhängigkeit von fossiler Energie zu reduzieren. 2011 bildete die Elektrizität die Hauptquelle der konsumierten Primärenergie und hatte einen Anteil von 39,7 % an der Energiebilanz. Das Unternehmen schüttet hohe Dividenden an seine einzige Aktionärin, die Provinzregierung, aus und garantiert stabile und einheitliche Stromtarife, die zu den tiefsten in Nordamerika gehören. Darüber hinaus trug Hydro-Québec entscheidend zur wirtschaftlichen Entwicklung der Provinz bei. Allerdings hatte der massive Ausbau der Wasserkraft auch negative Auswirkungen auf die Umwelt im Norden der Provinz, insbesondere die Überflutung weiter Landstriche durch Stauseen. Wasserkraftprojekte stießen zudem in der Vergangenheit auf heftigen Widerstand der Ureinwohner, die auf juristischem Wege umfangreiche Entschädigungen und Gegenleistungen durchsetzten.

## Geschichte

### Entwicklung der Elektrizitätsversorgung in Québec

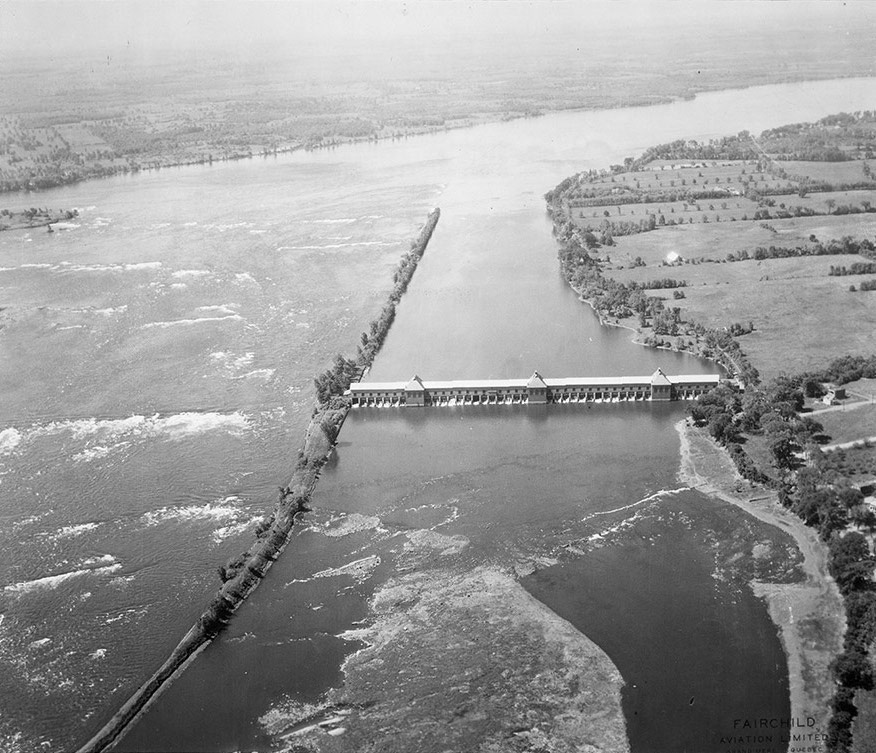
Das 1897 eröffnete Kraftwerk am Lachine-Kanal bei Montreal (Aufnahme von 1929)

Das Elektrizitätszeitalter in Québec begann im Herbst 1878. Der Ingenieur J. A. I. Craig hatte an der Weltausstellung in Paris erstmals jablotschkowsche Kerzen gesehen und installierte solche Geräte im Collège Notre-Dame in Montreal. Am 16. Mai 1879 organisierte er auf dem Champ-de-Mars eine öffentliche Vorführung vor Tausenden von Zuschauern. Zahlreiche kleine Elektrizitäts- und Gasgesellschaften rangen daraufhin in verschiedenen Städten um die Vormachtstellung im Energiebereich. Das erste Wasserkraftwerk ging 1885 am Montmorency-Fall in der Nähe der Provinzhauptstadt Québec in Betrieb.
Bald begannen US-amerikanische und anglokanadische Investoren den Markt zu beherrschen. 1898 wurde die Shawinigan Water and Power Company (SW&P) gegründet, die am Rivière Saint-Maurice große Kraftwerke errichtete. Die Verfügbarkeit von billigem elektrischem Strom bewog Unternehmen der Aluminium-, Papier- und Chemiebranche dazu, energieintensive Produktionsstätten in bisher unterentwickelten Regionen wie Mauricie zu errichten. 1901 erfolgte die Gründung von Montreal Light, Heat and Power (MLH&P), das in den folgenden Jahren durch die Übernahme kleinerer Konkurrenten zum alleinigen Anbieter von Elektrizität und Erdgas in der Region Montreal emporstieg. Auf den Strommarkt der gesamten Provinz bezogen, bildeten SW&P und MLH&P beinahe ein Duopol. Neben diesen beiden Großunternehmen gab es nur noch wenige unabhängige Anbieter. Der Aluminiumkonzern Alcan errichtete ab den 1920er Jahren in der Region Saguenay–Lac-Saint-Jean mehrere Wasserkraftwerke für seinen großen Eigenbedarf.

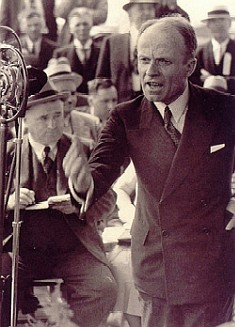
Adélard Godbout (1939)

Während der Weltwirtschaftskrise der frühen 1930er Jahre wurden in Québec vermehrt Stimmen laut, die Interventionen des Staates in der Elektrizitätswirtschaft befürworteten. Die Kritik richtete sich hauptsächlich gegen den „Elektrizitäts-Trust“ mit seinen als missbräuchlich empfundenen hohen Strompreisen und exzessiven Profiten. Inspiriert durch das Beispiel der Provinz Ontario, die bereits zu Beginn des 20. Jahrhunderts einen großen Teil der Elektrizitätswirtschaft verstaatlicht hatte, forderten verschiedene Politiker mit Nachdruck ein ähnliches Vorgehen in Québec. Untersuchungskommissionen und neu geschaffene Regulierungsbehörden blieben weitgehend wirkungslos. Während die SW&P sich in einigen Bereichen kooperativ zeigte, verweigerte die MLH&P jegliche Zusammenarbeit. Nach seiner Wahl zum Premierminister im Jahr 1939 war der Liberale Adélard Godbout der Idee eines öffentlichen Versorgungsunternehmens wohlgesinnt. Er war empört über das ineffiziente, von anglokanadischen Wirtschaftsinteressen dominierte Stromnetz, die Intransparenz und die geheimen Absprachen. Das Duopol bezeichnete er als „betrügerische und bösartige Wirtschaftsdiktatur“.

### Verstaatlichung in zwei Schritten

#### Die Entstehung von Hydro-Québec

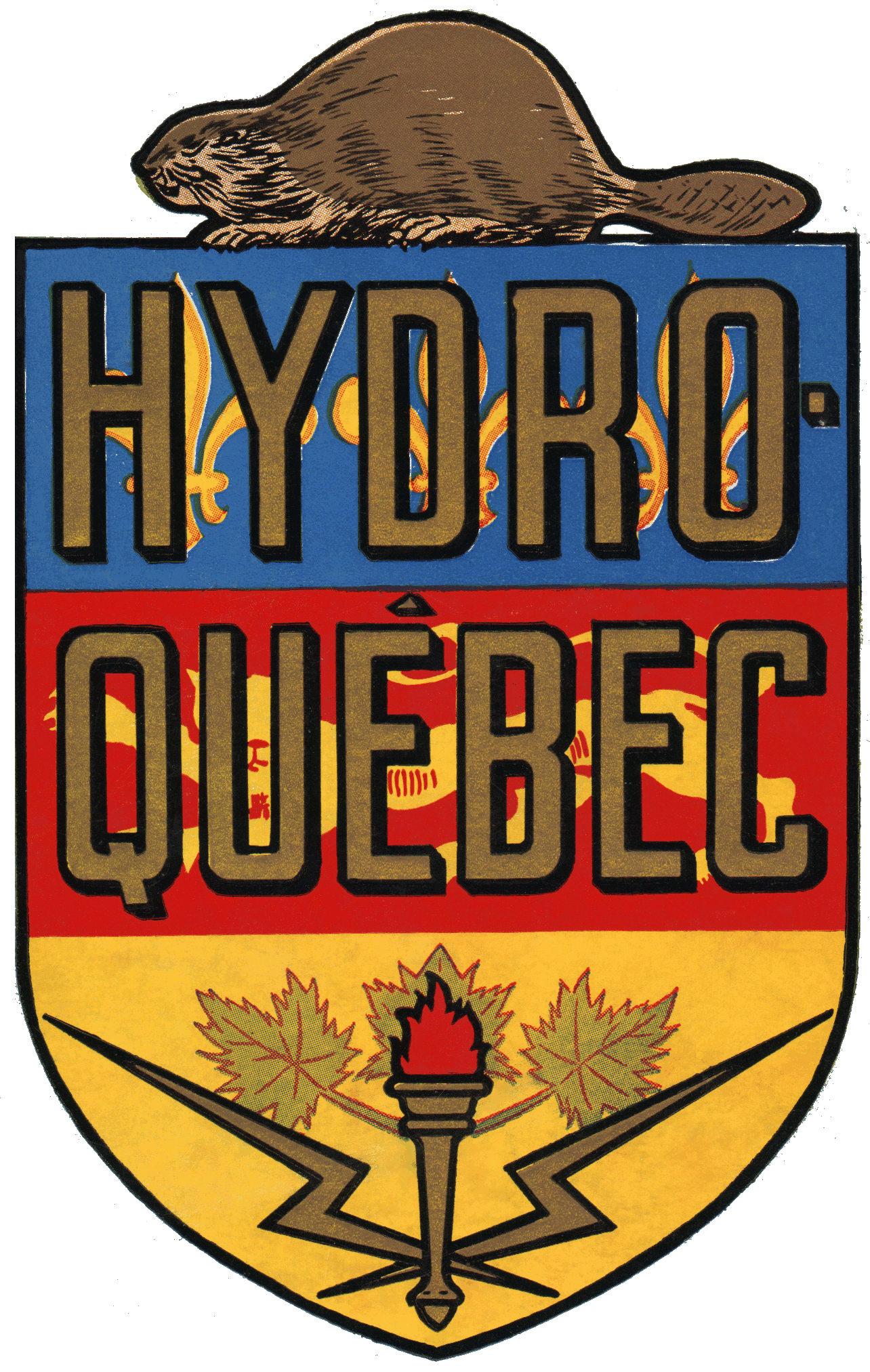
Erstes Logo von Hydro-Québec (1944–1964)

Im Herbst 1943 brachte Godbouts Regierung zwei Gesetzesvorlagen ein, um die Kontrolle über MLH&P zu übernehmen. Am 14. April 1944 verabschiedete die Legislativversammlung von Québec das Gesetz 17 (Loi 17) und schuf damit die Commission hydroélectrique de Québec, allgemein unter der Bezeichnung Hydro-Québec bekannt. Das Gesetz gewährte dem neuen Staatsunternehmen das Recht auf das Monopol der Strom- und Gasverteilung in der Region Montreal. Artikel 22 ordnete das Unternehmen an, seine Kunden zu den tiefstmöglichen Tarifen zu beliefern, die mit einem vernünftigen Management in Einklang zu bringen sind. Hydro-Québec erhielt auch den Auftrag, das überalterte Stromnetz zu sanieren und die Elektrifizierung ländlicher Gebiete voranzutreiben, die von den privaten Unternehmen bisher nicht oder nur schlecht erschlossen worden waren. Einen Tag später erfolgte die Übernahme von MLH&P mitsamt Tochtergesellschaften, finanziert durch die Ausgabe einer Anleihe in der Höhe von 112.225.000 Dollar. Hydro-Québec zählte damals 290.000 Kunden und verfügte über ein Gasleitungsnetz sowie vier Kraftwerke mit einer installierten Leistung von 616 MW.
Die Niederlage von Godbouts Parti libéral du Québec bei den Wahlen im August 1944 gegen die konservative Union nationale von Maurice Duplessis hatte auf die Verstaatlichung keine Auswirkungen, mit Ausnahme der Elektrifizierung ländlicher Gebiete, die an das Office de l’électrification rurale übertragen wurde. Das neue Management erkannte, dass das Unternehmen seine installierte Leistung in den nächsten Jahren rasch vergrößern musste, um die wachsende Nachfrage zu befriedigen. Von 1948 bis 1953 wurde zunächst das Kraftwerk Beauharnois ausgebaut. Das nächste Vorhaben umfasste den Bau zweier Kraftwerke am Rivière Betsiamites in der Region Côte-Nord, über 700 km von Montreal entfernt. Die Anlagen Bersimis-1 und Bersimis-2 entstanden zwischen 1953 und 1959. Sie galten weithin als Prüfstein für das technische Können des Unternehmens und boten einen Vorgeschmack auf die Entwicklung im Norden Québecs in den folgenden Jahrzehnten. Im April 1957 verkaufte Hydro-Québec das Gasleitungsnetz an Gaz Métro.

#### „Stille Revolution“

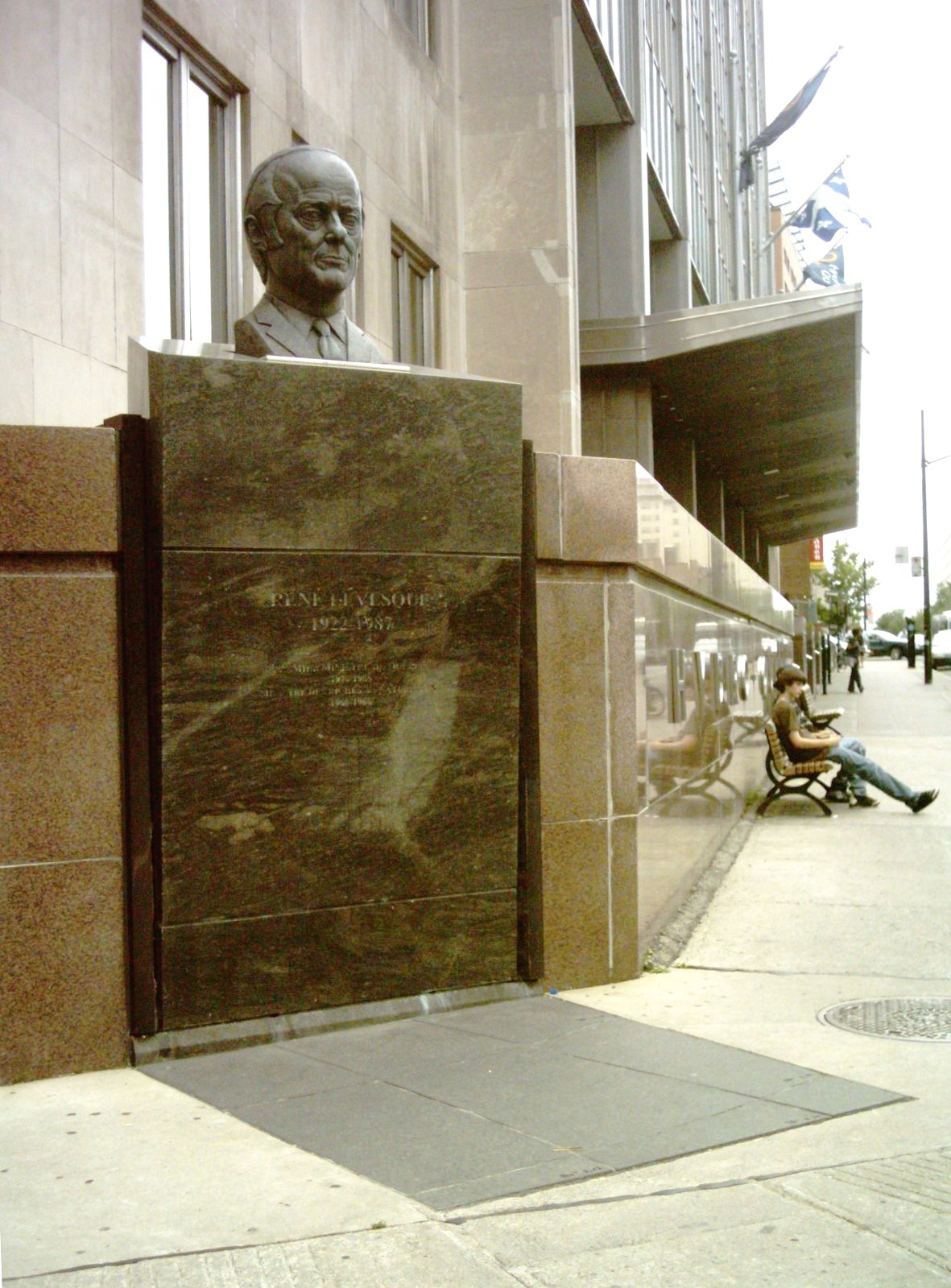
Büste von René Lévesque vor dem Hauptsitz von Hydro-Québec

Die Stille Revolution (révolution tranquille), die Québec einem tiefgreifenden sozialen und wirtschaftlichen Wandel unterwarf, brachte neuen Schwung in die Entwicklung des Unternehmens. Nach dem Wahlsieg der Liberalen unter Jean Lesage im Juni 1960 übernahm der ehemalige Fernsehreporter René Lévesque das Ministerium für staatliche Bauvorhaben und Ressourcen. Lévesque genehmigte die Weiterführung der laufenden Bauprojekte und bereitete mit verschiedenen hochrangigen Beamten die Verstaatlichung von elf privaten Elektrizitätsunternehmen vor, die weiterhin einen bedeutenden Teil der Stromerzeugung und -verteilung in Québec kontrollierten.
Am 12. Februar 1962 begann Lévesque eine öffentliche Kampagne. In einer Rede vor Vertretern der Elektrizitätsbranche verurteilte er mit klaren Worten die aktuelle Situation und bezeichnete sie als „unglaubwürdiges und kostspieliges Durcheinander“. In der Folge trat er an zahlreichen Veranstaltungen in ganz Québec auf, um die Bevölkerung zu beschwichtigen und um die Argumente der Shawinigan Water and Power Company, dem Hauptgegner der geplanten Verstaatlichung, zu widerlegen. Bei einem gemeinsamen Angelausflug am 4. und 5. September konnte Lévesque seine Kabinettskollegen davon überzeugen, das Vorhaben durchzuziehen. Um sich die Unterstützung der Bevölkerung zu sichern, rief Lesage vorgezogene Neuwahlen aus. Die geplante Verstaatlichung dominierte folglich den Wahlkampf. Der Wahlslogan der Liberalen, Maîtres chez nous („Herren im eigenen Hause“), hatte einen nationalistischen Unterton, da er sich explizit gegen die anglokanadische Wirtschaftselite richtete.
Lesages Regierung wurde am 14. November 1962 mit einer vergrößerten Mehrheit bestätigt und Lévesque begann mit der Umsetzung seines Vorhabens. Am 28. Dezember 1962 lancierte die Regierung eine feindliche Übernahme und bot an, sämtliche Aktien von elf Unternehmen zu einem Kurs zu erwerben, der leicht über dem Marktwert lag. Neben der Shawinigan Water and Power Company waren dies Quebec Power, Southern Canada Power, Saint-Maurice Power, Gatineau Power, die Compagnie de pouvoir du Bas-Saint-Laurent, Saguenay Power, Northern Quebec Power, die Compagnie électrique de Mont-Laurier, die Compagnie électrique de Ferme-Neuve und La Sarre Power. Einige Wochen später gaben die Unternehmensleitungen nach und empfahlen den Aktionären, das Angebot in der Höhe von 604 Millionen Dollar zu akzeptieren. Hydro-Québec übernahm per 1. Mai 1963 auch fast alle Elektrizitätsgenossenschaften und einen Teil der gemeindeeigenen Versorgungsnetze. In Privatbesitz verblieben die Kraftwerke der Aluminiumkonzerne Alcan und Alcoa sowie von Énergie MacLaren am Rivière du Lièvre.

### Wachstum in den 1960er und 1970er Jahren

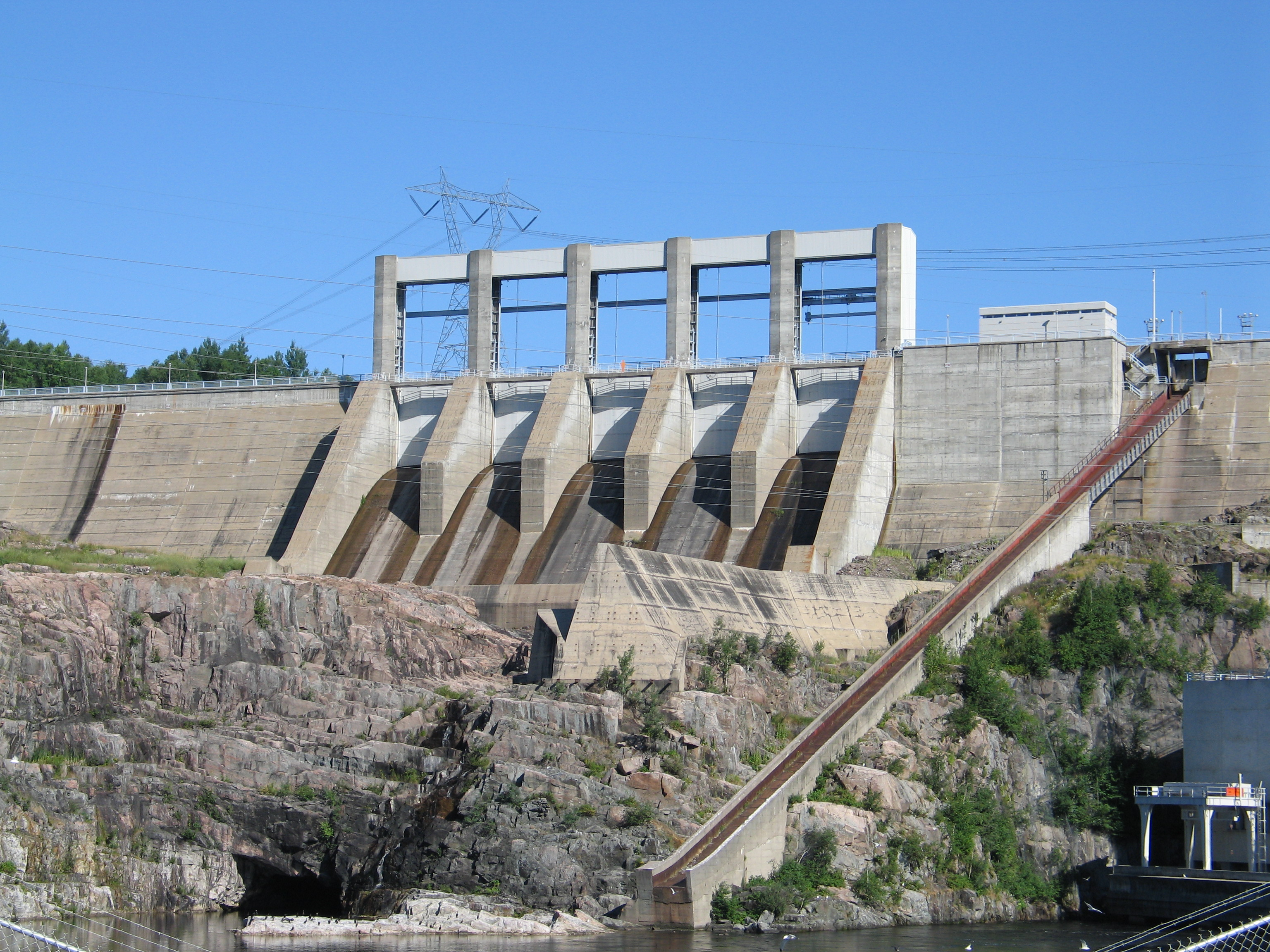
Das Kraftwerk Jean-Lesage (früher Manic-2), erbaut von 1961 bis 1965

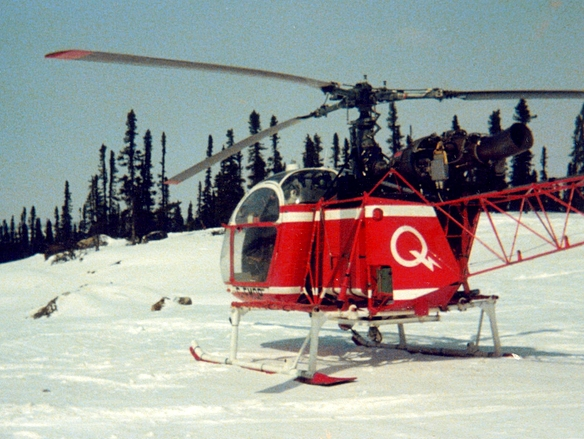
Hubschrauber zur Überwachung von Hochspannungsleitungen (1978)

Nach der Übernahme sah sich Hydro-Québec mit mehreren Herausforderungen gleichzeitig konfrontiert. Erstens mussten mit einer Reorganisation die neu hinzugekommenen Anlagen in die bestehende Unternehmensstruktur integriert werden, während gleichzeitig das Französische als Arbeitssprache des Unternehmens durchgesetzt wurde. Zweitens war die Standardisierung der uneinheitlichen Stromnetze erforderlich, beispielsweise die Erhöhung der Netzfrequenz in der Region Abitibi-Témiscamingue von 25 auf 60 Hz. Drittens erforderte die stetig steigende Stromnachfrage einen verstärkten Ausbau der installierten Leistung.

#### Manic-Outardes
Seit 1959 war der Bau des Projekts Manic-Outardes im vollen Gange. Tausende Personen waren damit beschäftigt, sieben Wasserkraftwerke im Hinterland von Baie-Comeau zu errichten, darunter den 1314 Meter breiten Daniel-Johnson-Damm. Der damals größte Damm der Welt wurde zu Ehren von Premierminister Daniel Johnson sr. benannt, der am 26. September 1968 kurz vor der Einweihungsfeier verstarb. Das Projekt Manic-Outardes umfasste vier Kraftwerke am Rivière Manicouagan mit einer Leistung von 3675 MW und drei Kraftwerke am Rivière aux Outardes mit einer Leistung von 1842 MW. Abgeschlossen war es mit der Inbetriebnahme des Kraftwerks Outardes-2 im Jahr 1978.
Die neuen Kraftwerke lagen Hunderte von Kilometern von den großen Ballungszentren entfernt und stellten die Ingenieure vor Herausforderungen, mit denen sie sich jahrelang auseinandersetzten. Gefordert war eine möglichst wirtschaftliche Übertragung des produzierten Stroms zu den Verbrauchern. Der Ingenieur Jean-Jacques Archambault schlug vor, Leitungen mit einer Spannung von 735 Kilovolt (kV) zu errichten – bedeutend höher als bei damals üblichen 300- oder 400-kV-Leitungen. Trotz anfänglicher Bedenken blieb Archambault hartnäckig und überzeugte Kollegen und wichtige Zulieferer von der Durchführbarkeit seiner Idee. Die weltweit erste 735-kV-Leitung vom Manicouagan nach Boucherville wurde am 29. November 1965 in Betrieb genommen.

#### Churchill Falls

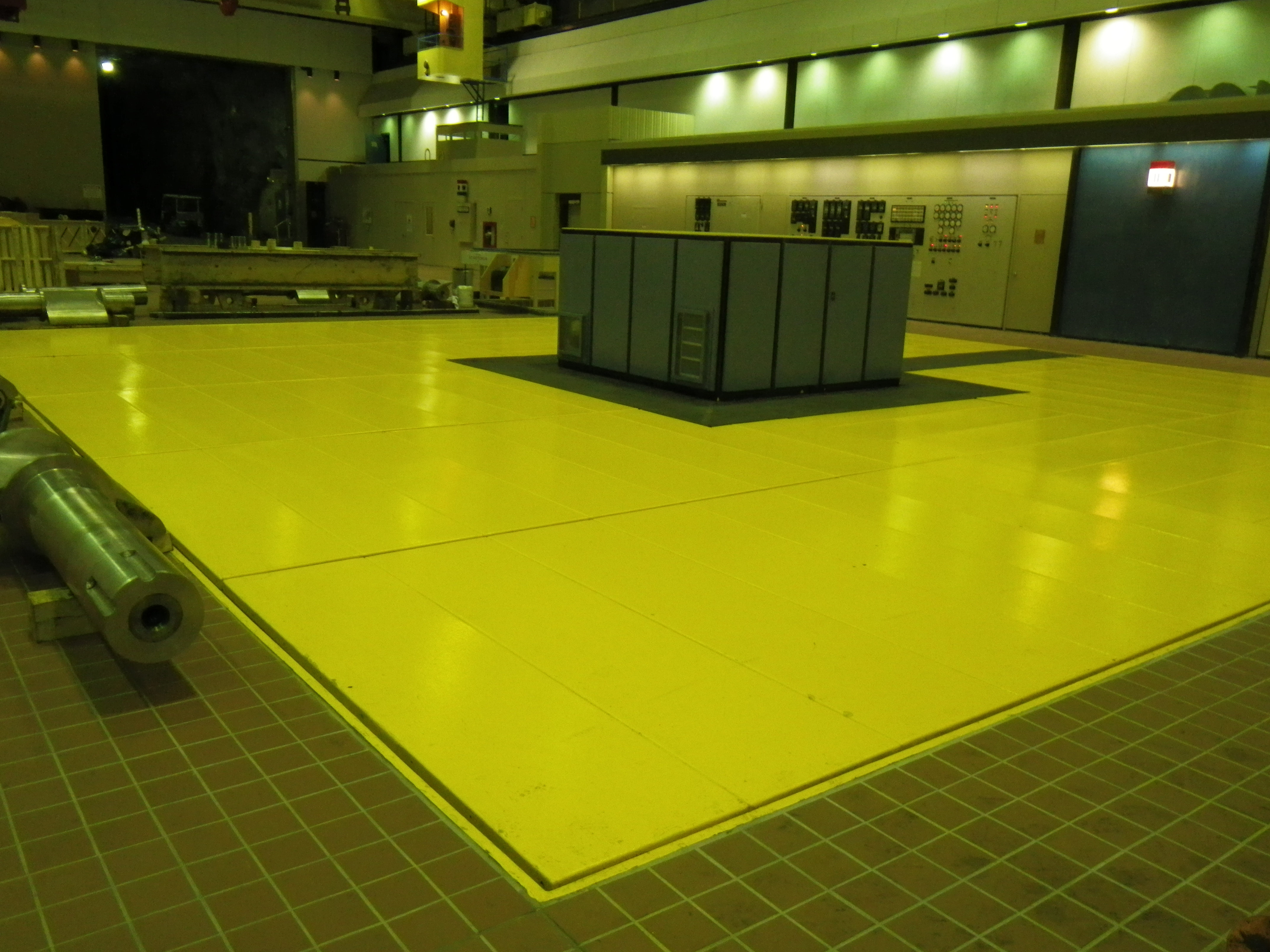
Turbine im Kraftwerk Churchill Falls

Als Hydro-Québec 1963 die Shawinigan Water and Power Company und einige ihrer Tochtergesellschaften übernahm, erwarb sie auch einen Anteil von 20 Prozent an einer Gesellschaft, die in Labrador an den Hamilton Falls den Bau eines Wasserkraftwerks plante. Das Projekt stand unter der Leitung eines Konsortiums britischer Finanzinstitute und Industrieunternehmen, der British Newfoundland Development Corporation (BRINCO).
Mit dem am 12. Mai 1969 unterzeichneten Finanzierungsvertrag verpflichtete sich Hydro-Québec, während 65 Jahren den größten Teil der Produktion für einen Viertelcent pro Kilowattstunde (kWh) zu erwerben sowie einen Teil des Zinsänderungsrisikos und der Schulden von BRINCO zu übernehmen. Im Gegenzug erhielt das Unternehmen einen Aktienanteil von 34,2 % an der Eigentümerin des Kraftwerks, der Churchill Falls (Labrador) Corporation Limited. Das Wasserkraftwerk Churchill Falls mit einer Leistung von 5428 MW ging am 6. Dezember 1971 in Betrieb.
In der Provinz Neufundland wurde der liberale Premierminister Joey Smallwood 1972 durch den Konservativen Frank Moores abgelöst. Die neue Regierung war nach der Ölkrise von 1973 mit den Vertragsbedingungen nicht einverstanden. Sie erwarb im Juni 1974 für 160 Millionen Dollar sämtliche nicht von Hydro-Québec gehaltenen Anteile an der Churchill-Falls-Gesellschaft. Gleichzeitig übernahm sie die Wassernutzungsrechte am Churchill River. Die Regierung Neufundlands beharrte auf eine Neuverhandlung des Vertrags, was Hydro-Québec wiederholt ablehnte. Nach langwierigen juristischen Auseinandersetzungen zwischen den beiden benachbarten Provinzen bestätigte der Oberste Gerichtshof von Kanada 1984 und 1988 zweimal die Gültigkeit des Vertrags.

#### Die nukleare Option

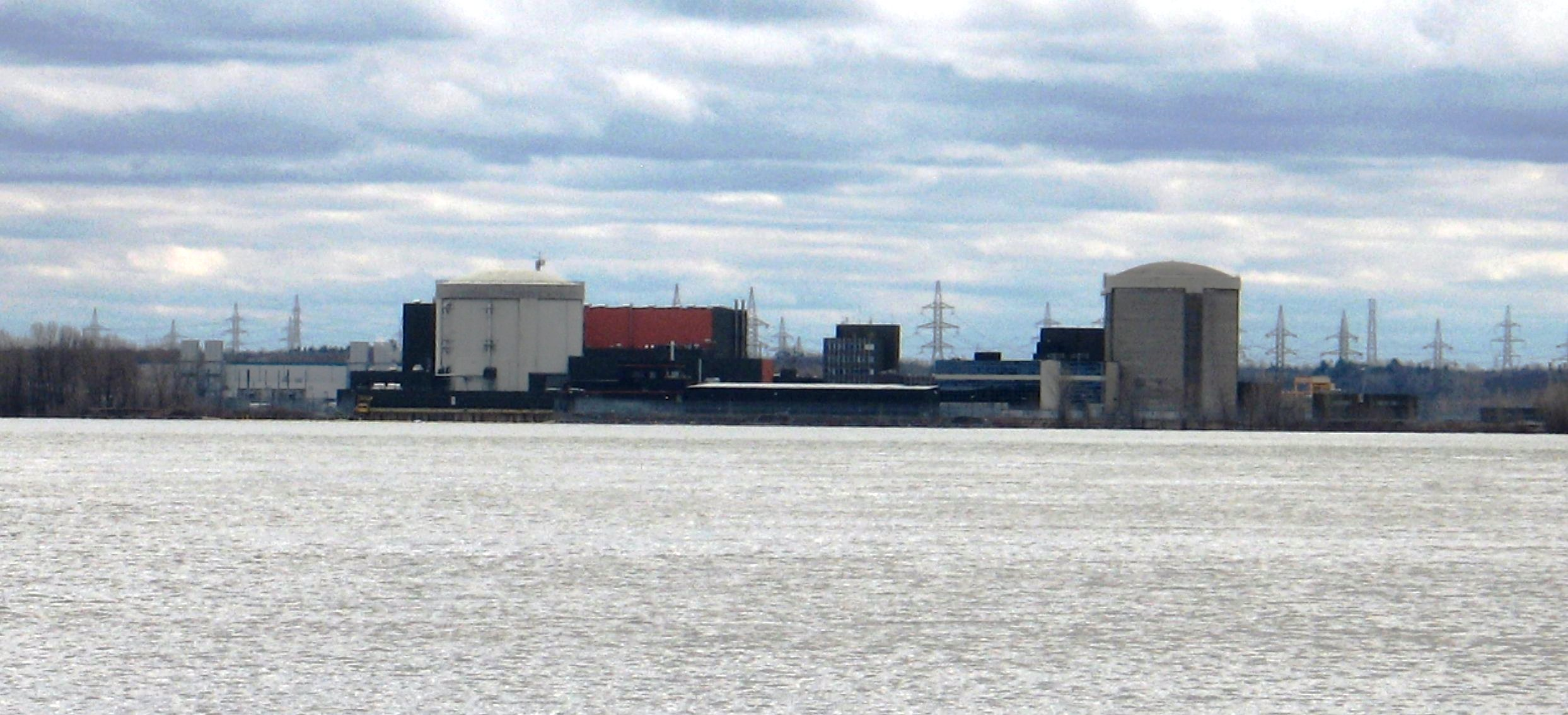
Kernkraftwerk Gentilly

In den 1960er und frühen 1970er Jahren gab es im Unternehmen Überlegungen, den wachsenden Strombedarf in der Provinz Québec zukünftig durch den Bau von Kernkraftwerken zu decken. 1964 schloss man eine Partnerschaft mit Atomic Energy of Canada Limited zum Bau von zwei Schwerwasserreaktoren des Typs CANDU, die bei Bécancour am Südufer des Sankt-Lorenz-Stroms, gegenüber von Trois-Rivières, errichtet werden sollten. Im Februar 1966 erteilte die Provinzregierung die Baugenehmigung für die erste Phase des Kernkraftwerks Gentilly.
Der Reaktor Gentilly-1 mit einer Bruttoleistung von 266 MW wurde im November 1970 in Betrieb genommen. Aufgrund zahlreicher technischer Probleme lief die eigentliche Stromproduktion nur während 183 Tagen im Jahr 1972. Acht Jahre später wurde der Betrieb endgültig eingestellt. Nach einer zehnjährigen Bauzeit nahm der Reaktor Gentilly-2 (Bruttoleistung 675 MW) im Oktober 1983 seinen kommerziellen Betrieb auf. Der zweite Reaktor erwies sich als weitaus zuverlässiger, trug aber nur einen kleinen Teil zur Stromproduktion bei. 2008 gab es Überlegungen, den Reaktor nach einer Modernisierung bis 2040 weiterlaufen zu lassen, im Oktober 2012 fiel jedoch der Beschluss zur endgültigen Stilllegung. Letzter Betriebstag war der 28. Dezember 2012.

#### „Projekt des Jahrhunderts“

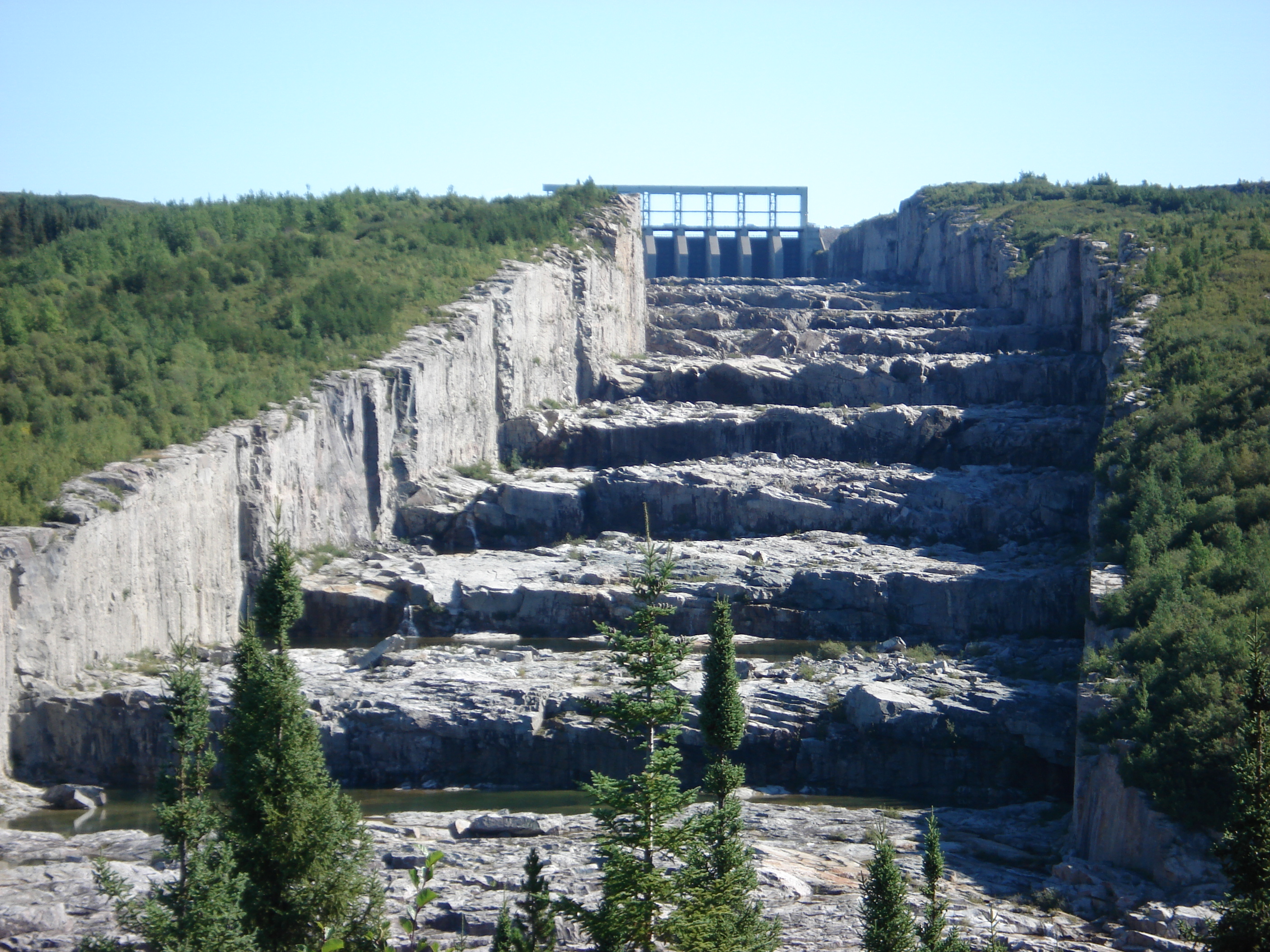
Der Abflusskanal des Robert-Bourassa-Wasserkraftwerks kann die doppelte Wassermenge des Sankt-Lorenz-Stroms bewältigen. Das 1979 eröffnete Kraftwerk mit einer Leistung von 5616 MW bildet das Herzstück des Baie-James-Wasserkraftprojekts.

Ein Jahr nach seinem Wahlsieg von 1970 lancierte der neue liberale Premierminister Robert Bourassa das „Projekt des Jahrhunderts“ (projet du siècle). Davon erhoffte er sich die Schaffung von 100.000 neuen Arbeitsplätzen, die er im Wahlkampf versprochen hatte. Am 30. April 1971 kündigte er anlässlich einer Parteiveranstaltung den Bau eines gigantischen Wasserkraftkomplexes mit einer Leistung von 10.000 MW in der Region der Baie James an. Nach der Beurteilung von drei möglichen Standortoptionen entschieden sich Hydro-Québec und die Provinzregierung für den Bau von drei neuen Kraftwerken am La Grande Rivière.
Für die Umsetzung des Projekts gründete Hydro-Québec im Jahr 1971 die Tochtergesellschaft Société d’énergie de la Baie James (SEBJ). Um die geplanten Kraftwerke überhaupt errichten zu können, war der Bau der Route de la Baie James erforderlich, einer 620 km langen Straße zwischen Matagami und Radisson. In nur 420 Tagen war sie fertiggestellt, woraufhin die schweren Baumaschinen an die vorgesehenen Stellen transportiert werden konnten. Zusätzlich zu den technischen und logistischen Herausforderungen, die ein derart großes Projekt in einer rauen und abgelegenen Gegend mit sich brachte, sah sich die SEBJ auch mit dem Widerstand der Ureinwohner konfrontiert. Die rund 5000 in der Region lebenden Cree-Indianer befürchteten schwerwiegende Konsequenzen für ihre traditionelle Lebensweise. Sie sicherten sich die Unterstützung von Jean Chrétien, dem Bundesminister für Indianerangelegenheiten, der ihren Rekurs vor Gericht finanzierte. Im November 1973 erwirkten die Cree eine Verfügung durch den Obersten Gerichtshof von Québec, die zu einem vorübergehenden Baustopp führte. Zwar hob der Oberste Gerichtshof von Kanada die Verfügung wieder auf, doch der Provinzregierung blieb keine andere Wahl, als mit den Ureinwohnern zu verhandeln.
Nach fast zwei Jahre dauernden Verhandlungen unterzeichneten die Regierungen Québecs und Kanadas, die SEBJ und der Große Rat der Cree am 11. November 1975 das Abkommen der Baie James und des Quebecer Nordens. Das Abkommen, dem sich auch die Inuit und drei Jahre später die Naskapi anschlossen, sicherte den betroffenen Ureinwohnern finanzielle Entschädigungen, die Anerkennung von Landrechten, den Aufbau von Gesundheits- und Bildungseinrichtungen sowie die Selbstverwaltung in ihren Siedlungen zu.
Von 1977 bis 1981, auf dem Höhepunkt der Bautätigkeiten, waren zwischen 14.000 und 18.000 Arbeiter auf den verschiedenen Baustellen des Baie-James-Projekts beschäftigt. Das am 27. Oktober 1979 in Betrieb genommene unterirdische Kraftwerk La Grande-2 ist mit einer Nennleistung von 5616 MW das weltweit leistungsstärkste seiner Art. Das Kraftwerk, der Damm und der dazugehörende Stausee wurden am 16. Oktober 1996 zu Ehren von Robert Bourassa umbenannt, zwei Wochen nach dessen Tod. Mit der Inbetriebnahme von La Grande-3 (2417 MW) im Jahr 1982 und von La Grande-4 (2779 MW) im Jahr 1984 war die erste Phase des Projekts abgeschlossen. Die zweite Phase entstand zwischen 1987 und 1996, als fünf weitere Kraftwerke aufgeschaltet wurden: La Grande-1 (1436 MW), La Grande-2-A (2106 MW), Laforge-1 (878 MW), Laforge-2 (319 MW) und Brisay (469 MW).

#### Erschließung des US-Strommarktes
Beim Ausbau der Wasserkraft durch Hydro-Québec hatte zunächst die Deckung des steigenden heimischen Strombedarfs oberste Priorität. 1964 beschloss die Provinzregierung ein Gesetz (Loi sur l’exportation de l’électricité), wonach jede Konzession für ein Wasserkraftwerk in Québec eine Klausel enthalten müsse, die den Stromexport verbietet. Dabei behielt sich die Provinzregierung das Recht vor, gewisse Ausnahmen zu genehmigen. Der gegenseitige Stromhandel zwischen Kanada und den Vereinigten Staaten erlangte erst nach der Ölkrise von 1973 eine gewisse Bedeutung. Die Regierung Bourassa plante, das Baie-James-Wasserkraftprojekt teilweise mit Stromexporten zu finanzieren, wobei das Stromnetz von Hydro-Québec noch entsprechend ausgebaut werden musste. 1978 wurde eine 765-kV-Leitung zwischen Châteauguay und Marcy bei Utica in Betrieb genommen, welche die Stromübertragung zwischen dem Kraftwerk Beauharnois und dem Netz der New York Power Authority ermöglichte. 1982 entstand die Châteauguay-Gleichstromkurzkupplung, die größte Anlage dieser Art in Nordamerika.

### Problematische 1980er und 1990er Jahre
Nach zwei Jahrzehnten anhaltenden Wachstums sah sich das Unternehmen in den 1980er und 1990er Jahren zunehmend mit Widerständen konfrontiert. Die Auswirkungen der zweiten Ölkrise von 1979 und der darauf folgenden schweren Rezession erzwangen die Anpassung der Entwicklungsstrategien. Priorität hatte nicht mehr der rasche Ausbau der installierten Leistung, sondern die Hinwendung zu den Bedürfnissen der Konsumenten. Ein neues Wasserkraftprojekt und der Bau einer Übertragungsleitung, die vor allem dem Stromexport dienen sollten, stießen auf heftigen Widerstand der Cree und von Umweltschutzgruppierungen in Kanada und den Vereinigten Staaten.

#### Anschluss Neuenglands
Für den Export elektrischer Energie von der Region Baie James in die Neuengland-Staaten plante Hydro-Québec eine 1480 km lange Hochspannungs-Gleichstrom-Übertragungsleitung (HGÜ) mit einer Spannung von 450 kV und einer Transportleistung von 2 GW. Für die Überquerung des Sankt-Lorenz-Stroms zwischen Grondines und Lotbinière war eine Freileitungskreuzung vorgesehen, was in der Bevölkerung aber auf wenig Akzeptanz stieß. Sie wurde zwar wie geplant verwirklicht, aber noch vor ihrer Inbetriebnahme Ende 1989 forderte die Provinzregierung Hydro-Québec auf, sie so rasch wie möglich durch einen vier Kilometer langen Kabeltunnel unter dem Fluss hindurch zu ersetzen. Der Tunnel war im November 1992 betriebsbereit, woraufhin man die Freileitungskreuzung demontierte.

#### Scheitern des Grande-Baleine-Projekts
Im Dezember 1985 trat Robert Bourassa nach einer Unterbrechung von neun Jahren erneut das Amt des Premierministers an. Kurz danach verkündete er ein weiteres umfangreiches Bauvorhaben in der Region Baie James. Das 12,6 Milliarden Dollar teure Grande-Baleine-Projekt umfasste den Bau dreier neuer Wasserkraftwerke am Grande rivière de la Baleine mit einer Leistung von zusammen 3,160 GW. Nach der geplanten Inbetriebnahme 1998/99 sollten sie jährlich 16,3 TWh (Terawattstunden) Energie produzieren.
Das Vorhaben löste umgehend heftigen Widerstand aus. Wie schon 1973 lehnten die Cree das Projekt aufgrund der Auswirkungen auf ihre Lebensweise und die Umwelt ab. Sie reichten auf Provinz- und Bundesebene Klagen gegen Hydro-Québec ein, um den Bau zu verhindern, ebenso in mehreren US-Bundesstaaten, um Stromexporte dorthin zu unterbinden. Die Cree brachten die Bundesregierung dazu, eine langwierige Umweltverträglichkeitsprüfung durchzuführen und erhielten Unterstützung von US-amerikanischen Umweltschutzorganisationen. Zusätzlich starteten sie in den Vereinigten Staaten und in Europa eine PR-Kampagne, in der sie das Grande-Baleine-Projekt, Hydro-Québec und Québec im Allgemeinen angriffen. Da die Kampagne aggressiv geführt wurde und nur wenige Monate nach der Oka-Krise und dem Scheitern des Meech Lake Accord erfolgte, hatte dies zur Folge, dass sich verschiedene Umweltgruppen in Québec von den Cree distanzierten. Der Umweltschützer David Cliche verglich die Aktionen einzelner US-amerikanischer Organisationen mit „ökologischem Kolonialismus“.
Die Projektgegner erzielten im Bundesstaat New York einen Erfolg, als die New York Power Authority im März 1994 einen vier Jahre zuvor vereinbarten Liefervertrag mit Hydro-Québec in Höhe von fünf Milliarden US-Dollar kündigte. Zwei Monate nach den Wahlen im September 1994 gab der neue Premierminister Jacques Parizeau von der Parti Québécois die Suspendierung des Grande-Baleine-Projekts bekannt und erklärte, es sei für die Deckung des Energiebedarfs von Québec nicht notwendig. Dieser Schritt war de facto ein Moratorium für neue Großkraftwerke.

#### Naturgewalten
Während dieser Periode der politischen und gesellschaftlichen Auseinandersetzungen war Hydro-Québec von drei weitreichenden Störungen des Übertragungsnetzes betroffen, die in erster Linie durch Naturkatastrophen verursacht wurden. Die Zwischenfälle warfen ein Schlaglicht auf einen entscheidenden Schwachpunkt des Netzes, die weiten Entfernungen zwischen den Kraftwerken und den Hauptabsatzgebieten im Süden Québecs.
Am 18. April 1988 um 02:05 Uhr fiel in ganz Québec sowie in Teilen von Neuengland und New Brunswick der Strom aus, als in der Region Côte-Nord wegen technischen Versagens ein wichtiges Umspannwerk zwischen dem Churchill-Falls-Kraftwerk und dem Manicouagan ausfiel. Der Stromausfall, der an manchen Orten bis zu acht Stunden dauerte, war durch Eisablagerungen auf den Anlagen des Umspannwerks Arnaud verursacht worden.
Weniger als elf Monate später, am 13. März 1989 um 02:44 Uhr, verursachte eine heftige Sonneneruption einen geomagnetischen Sturm, was zu starken Schwankungen im Erdmagnetfeld führte. Diese lösten Leitungsschutzschalter im Übertragungsnetz aus. Die Baie-James-Kraftwerke schalteten sich innerhalb von 90 Sekunden ab und es kam zu einem weiteren netzweiten Stromausfall, der neun Stunden dauerte. Diese Panne zwang Hydro-Québec dazu, Maßnahmen zur Verringerung der Risiken von geomagnetischen Störungen zu ergreifen.

#### Eissturm

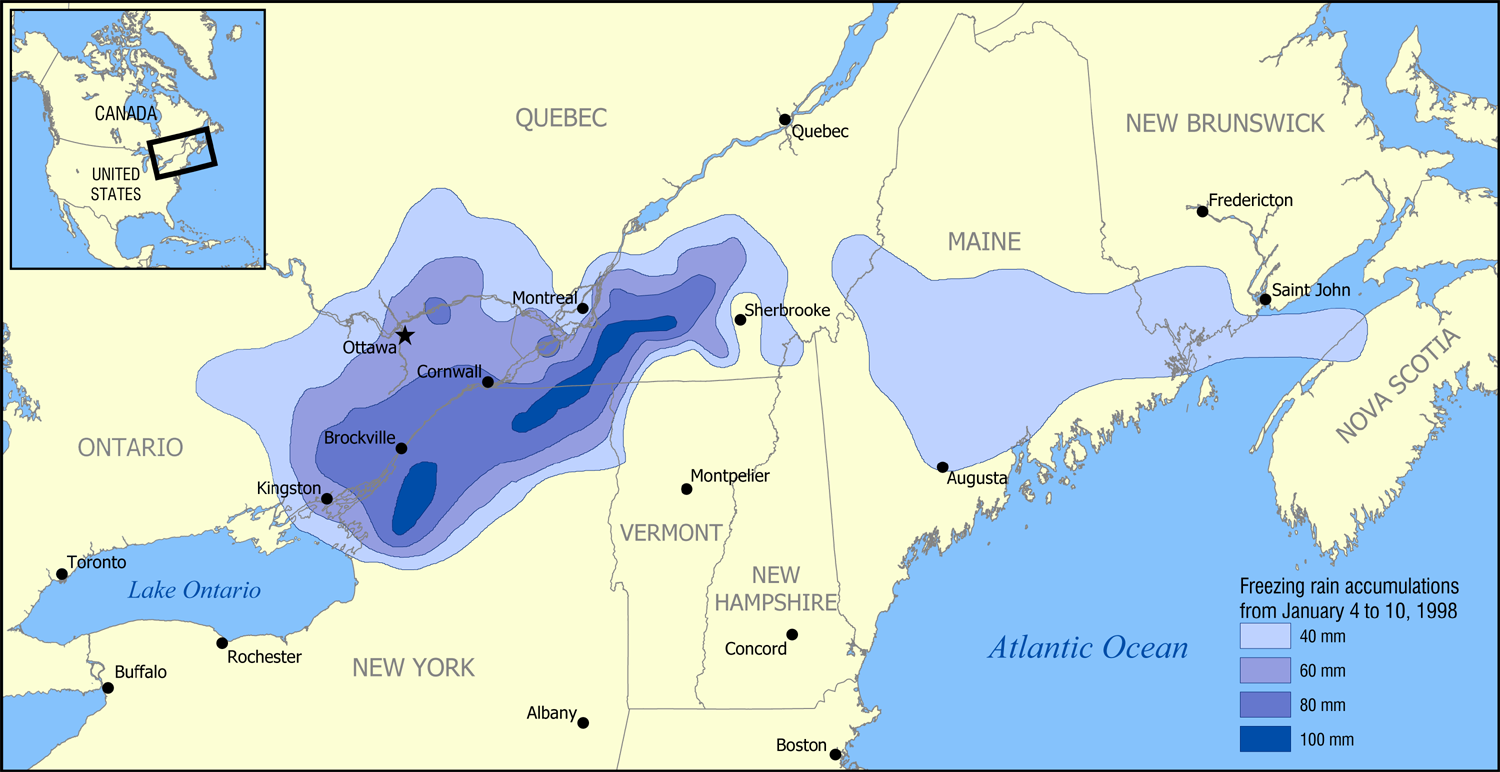
Die vom Eissturm betroffenen Gebiete mit Angabe der Dicke des angesammelten Eises

Heftiger gefrierender Regen an sechs aufeinander folgenden Tagen zwischen dem 5. und 10. Januar 1998 verursachte den größten Stromausfall in der Geschichte von Hydro-Québec. Das Gewicht des angesammelten Eises führte im Süden Québecs zum Einsturz von über 600 km Hochspannungsleitungen und von mehr als 3000 km Mittel- und Niederspannungsleitungen. Rund 1,4 Millionen Abonnenten waren zwischen mehreren Stunden und fünf Wochen von der Stromversorgung abgeschnitten.
Am stärksten betroffen war die Region Montérégie östlich von Montreal, insbesondere das „schwarze Dreieck“ (triangle noir) zwischen den Städten Saint-Hyacinthe, Saint-Jean-sur-Richelieu und Granby, wo die Eisablagerungen über 100 mm Dicke erreichten. Zu weitflächigen Stromausfällen kam es auch auf der Île de Montréal und in der Region Outaouais. Hydro-Québec entsandte umgehend mehr als 10.000 Angestellte, um mit Unterstützung der kanadischen Armee das beschädigte Stromnetz wieder aufzubauen. Auf dem Höhepunkt der Krise am 9. Januar versorgte eine einzige Stromleitung die Île de Montréal. Die Provinzregierung entschied, die Stromversorgung des Stadtzentrums von Montreal zeitweise zu kappen, um den störungsfreien Betrieb der Wasserwerke aufrechtzuerhalten.
Die gesamte Stromversorgung war am 7. Februar 1998, nach 34 Tagen, wiederhergestellt. Der Eissturm verursachte bei Hydro-Québec Schäden in der Höhe von 725 Millionen Dollar. Im Laufe des nächsten Jahrzehnts wurden über eine Milliarde Dollar investiert, um das Stromnetz in Zukunft vor ähnlichen Ereignissen zu schützen. Noch während der Krise hatte die Provinzregierung den Lückenschluss der 735-kV-Ringleitung rund um Montreal beschlossen. Da dies ohne die notwendige Umweltverträglichkeitsprüfung erfolgt war, reichten Anwohner in der Region Estrie eine Klage ein und verlangten die Annullierung des Dekrets zum Baubeschluss. Der Oberste Gerichtshof Québecs gab den Klägern Recht, woraufhin die Nationalversammlung ein Sondergesetz verabschieden musste. Die vorgeschriebenen öffentlichen Anhörungen waren im Juli 2002 abgeschlossen, die Bauarbeiten ein Jahr später. 2008 ging der Lévis-Enteiser in Betrieb, die erste HGÜ-Anlage, die nicht zur Energieübertragung, sondern zur Enteisung von Freileitungen dient.

### 21. Jahrhundert

#### Suroît-Kontroverse
Das faktische Moratorium auf neue Wasserkraftprojekte im Norden Québecs nach dem Abbruch des Grande-Baleine-Projekts bewog die Unternehmensleitung, neue Formen der Stromerzeugung zu nutzen, um dem weiterhin steigenden Bedarf zu begegnen. Im September 2001 kündigte Hydro-Québec seine Absicht an, ein mit Erdgas betriebenes Gas-und-Dampf-Kombikraftwerk mit einer Leistung von 836 MW zu errichten – das so genannte Suroît-Projekt in Beauharnois südwestlich von Montreal. Das Unternehmen hob die dringende Notwendigkeit hervor, eine zusätzliche Stromversorgung zu sichern, um die Folgen möglicher tiefer Wasserstände in den Stauseen zu entschärfen. Hydro-Québec betonte außerdem, das Kraftwerk sei wirtschaftlich und könne innerhalb von zwei Jahren gebaut werden.
Die Ankündigung erfolgte zu einem schlechten Zeitpunkt, da die Öffentlichkeit nach der Ratifizierung des Kyoto-Protokolls in Sachen Treibhausgase sensibilisiert war. Das Suroît-Kraftwerk hätte jährlich 2,25 Millionen Tonnen Kohlenstoffdioxid ausgestoßen und damit die Emissionen der Provinz um fast drei Prozent erhöht. Eine Meinungsumfrage im Jahr 2004 ergab, dass 67 % der Quebecer den Bau des Kraftwerks ablehnten. Selbst innerhalb der liberalen Provinzregierung von Jean Charest war das Projekt umstritten. Die anhaltende Opposition bewog die Regierung im November 2004 dazu, das Projekt aufzugeben.

#### Wiederaufnahme von Großprojekten

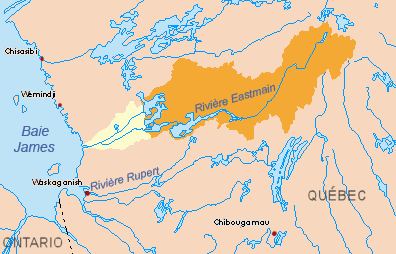
Die Teilumleitung des Rivière Rupert leitet das Wasser aus einem Teil des Einzugsgebiets (orange markiert) zum Réservoir Robert-Bourassa.

Zu Beginn des 21. Jahrhunderts nahm Hydro-Québec wieder den Bau großer Wasserkraftwerke in Angriff. Voraussetzung dafür war ein Abkommen, das Premierminister Bernard Landry und Ted Moses, Vorsitzender des Großen Rates der Cree, am 7. Februar 2002 unterzeichneten. Der Paix des Braves („Friede der Krieger“) präzisierte einige Bestimmungen des Abkommens von 1975, sicherte den Cree eine Entschädigung von 4,5 Milliarden Dollar über einen Zeitraum von 50 Jahren zu, bildete die Grundlage für besondere Regelungen bei der Wildtier- und Waldbewirtschaftung und garantierte Unternehmen und Bauarbeitern der Cree einen Anteil am wirtschaftlichen Gewinn zukünftiger Wasserkraftprojekte in ihren Stammesgebieten. Im Gegenzug akzeptierten die Cree die Wiederaufnahme der zurückgestellten Bauprojekte in der Region Baie James, unter Berücksichtigung einiger Auflagen zum Schutz der natürlichen und sozialen Umwelt.
In den folgenden Jahren konnten mehrere größere Anlagen fertiggestellt werden, darunter Sainte-Marguerite-3 (884 MW), Toulnustouc (526 MW), Eastmain-1 (507 MW) und Péribonka (405 MW). Der Bau der Kraftwerke Eastmain-1-A (768 MW) und Sarcelle (150 MW) war mit einer teilweisen Umleitung des Rivière Rupert verbunden, die Arbeiten waren im Jahr 2012 abgeschlossen. Im Mai 2009 begann am Rivière Romaine der Bau eines Wasserkraftwerk-Komplexes mit einer Leistung von 1550 MW. Die erste Anlage wurde im Dezember 2014 in Betrieb genommen, drei weitere sollen bis 2020[veraltet] folgen.
Im März 2009 stellte Premierminister Charest die Weiterentwicklung des Wasserkraftpotenzials der Provinz in Aussicht, vorrangig am Rivière du Petit Mécatina. Weitere Projekte werden geprüft, unter anderem am Rivière Magpie und in der Region Abitibi-Témiscamingue. Geplant sind auch Leistungserweiterungen der Kraftwerke Jean-Lesage (120 MW) und René-Lévesque (210 MW) sowie eine zusätzliche Turbine im Kraftwerk Sainte-Marguerite-3 (440 MW).

#### Gescheiterte Expansion in New Brunswick
Am 29. Oktober 2009 unterzeichneten Jean Charest und Shawn Graham, die Premierminister von Québec und New Brunswick, eine Absichtserklärung. Sie sah vor, den größten Teil von NB Power zu verkaufen. Für 4,75 Milliarden Dollar sollten die meisten Anlagen für Stromerzeugung, -übertragung und -verteilung des staatlichen Energiekonzerns der südöstlichen Nachbarprovinz in den Besitz einer Tochtergesellschaft von Hydro-Québec übergehen. Die Übereinkunft enthielt Bestimmungen für eine Senkung der Stromtarife von Industriekunden auf das Niveau Québecs sowie ein fünfjähriges Preismoratorium für Haushalts- und Geschäftskunden.
Während Wirtschaftsvertreter und Medien in New Brunswick das Abkommen zunächst mehrheitlich unterstützten, stieß es in der Bevölkerung auf heftigen Widerstand. Meinungsumfragen ergaben eine starke Ablehnung. Nach zwei Monaten andauernder Auseinandersetzung unterzeichneten die Provinzregierungen am 20. Januar 2010 ein überarbeitetes Abkommen. Zu einem Preis von 3,4 Milliarden Dollar sollten nur noch die Kraftwerke an Hydro-Québec verkauft werden. Hingegen würde die Regierung New Brunswicks weiterhin die Stromübertragung und -verteilung kontrollieren. NB Power wiederum würde einen langfristigen Liefervertrag mit Hydro-Québec abschließen, ebenfalls mit einem fünfjährigen Preismoratorium für Haushalts- und Geschäftskunden, aber mit geringeren Preissenkungen für Industriekunden. Shawn Graham gab schließlich am 24. März 2010 das Scheitern des Abkommens bekannt und begründete dies mit Bedenken seitens Hydro-Québec bezüglich unvorhergesehener Risiken und Kosten in den Bereichen Dammsicherheit und Wasserstände. Analysten sahen darin eher den Versuch Grahams, ein halbes Jahr vor den Wahlen die schlechten Umfragewerte zu verbessern.

## Organisation und Finanzen

### Unternehmensstruktur

Karte der Kraftwerke und des Hochspannungs-Leitungsnetzes von Hydro-Québec (2008)

Wie die meisten nordamerikanischen Versorgungsunternehmen nahm auch Hydro-Québec in den 1990er Jahren eine Reorganisation vor, um sich der Deregulierung des Strommarktes in den Vereinigten Staaten anzupassen. Zwar blieb das Unternehmen weiterhin vertikal integriert, doch schuf es getrennte strategische Geschäftseinheiten, die für die Stromerzeugung, das Übertragungsnetz und die Verteilung zuständig sind. Als Reaktion auf die Veröffentlichung der Verordnung 888 der US-amerikanischen Federal Energy Regulatory Commission wurde 1997 die für die Stromübertragung zuständige TransÉnergie ausgegliedert. Im Jahr 2000 war die Restrukturierung mit der Verabschiedung des Gesetzes 116 über die funktionale Trennung der Abteilungen von Hydro-Québec abgeschlossen.
Diese funktionale Trennung und die Einführung des so genannten „Heimattarifs“ (tarif patrimonial) sind das Ergebnis einer Studie von Merrill Lynch, die von Lucien Bouchards Regierung in Auftrag gegeben worden war. Die im Januar 2000 veröffentlichte Studie zielte darauf ab, den Strommarkt auf eine Weise zu deregulieren, die mit dem kontinentalen Trend im Einklang war, dabei aber den „Quebecer Sozialpakt“ aufrechterhielt – gleichbedeutend mit tiefen, einheitlichen und stabilen Preisen in der gesamten Provinz, insbesondere im Haushaltsbereich.
Das neue Gesetz verpflichtet die für den Kraftwerksbetrieb zuständige Tochtergesellschaft Hydro-Québec Production dazu, Hydro-Québec Distribution (zuständig für die Verteilung) jährlich 165 TWh Energie sowie ergänzende Dienstleistungen – darunter 13,86 zusätzliche TWh zum Ausgleich von Verlusten und eine garantierte Nennleistung von 34,342 GW – zu einem festen Preis von 2,79 Cents je kWh (dem Heimattarif) zur Verfügung zu stellen. Die Verordnung 1277–2001 der Provinzregierung spezifiziert die zu liefernden Mengen für alle 8760 Stunden des Jahres, die zwischen 11,42 GW und 34,34 GW variieren. Hydro-Québec Distribution muss den Rest der benötigten Energie – rund 8,2 TWh im Jahr 2007 – durch Ausschreibung langfristiger Verträge sichern, um die sich alle Produzenten einschließlich Hydro-Québec Production bewerben können oder die auf Zulieferer bestimmter Produktionsarten wie Windenergie, Erdgas, Biomasse oder Kleinwasserkraftwerke zugeschnitten sind. Beispielsweise führte Hydro-Québec Distribution in den Jahren 2003 und 2005 zwei Ausschreibungen für 1 GW bzw. 2 GW aus Windkraftanlagen durch. Die ersten Lieferungen erfolgten 2006 und die 23 unter Vertrag genommenen Windparks sollen bis Dezember 2015 alle in Betrieb sein.

### Regulierung
Die Tochtergesellschaften TransÉnergie und Hydro-Québec Distribution werden durch die staatliche Regulierungsbehörde Régie de l’énergie du Québec kontrolliert. Basierend auf den Kosten legt sie die Verkaufspreise von Elektrizität und Erdgas sowie die Hochspannungs-Übertragungstarife fest. Die Behörde besitzt mehrere zusätzliche Befugnisse. Sie genehmigt die Budgets der Versorgungsunternehmen, Investitions- und Bauprojekte, die Geschäftsbedingungen sowie langfristige Liefer- und Kaufverträge für Elektrizität. Darüber hinaus behandelt sie die Beschwerden von Kunden und genehmigt Programme zur Steigerung der Energieeffizienz sowie Maßnahmen für die Verlässlichkeit und Sicherheit des Stromnetzes.
Nicht der Kontrolle dieser Behörde unterworfen ist die Tochtergesellschaft Hydro-Québec Production. Gleichwohl muss sie bei allen Projekten für den Bau neuer Kraftwerke und Übertragungsleitungen detaillierte Umweltverträglichkeitsprüfungen vorlegen. Auf diese Prüfungen folgen verschiedene öffentliche Anhörungen, die vom Bureau d’audiences publiques sur l’environnement (BAPE) geleitet werden. Das BAPE gibt Empfehlungen an die Provinzregierung ab, welche die notwendigen Genehmigungen erteilt.

### Finanzergebnis
|                            | 2013   | 2012   | 2011   | 2010   | 2009   | 2008   | 2007   | 2006   | 2005   | 2004   |
| -------------------------- | ------ | ------ | ------ | ------ | ------ | ------ | ------ | ------ | ------ | ------ |
| Umsatz                     | 12.881 | 12.136 | 12.250 | 12.269 | 11.997 | 12.304 | 12.236 | 11.162 | 10.887 | 10.341 |
| Reingewinn                 | 2.207  | 860    | 2.611  | 2.515  | 2.871  | 3.015  | 2.798  | 3.637  | 2.252  | 2.435  |
| Ausgewiesene Dividenden    | 2.207  | 645    | 1.958  | 1.886  | 2.168  | 2.252  | 2.095  | 2.342  | 1.126  | 1.350  |
| Aktiva total               | 73.110 | 70.508 | 69.594 | 65.794 | 64.918 | 62.850 | 61.107 | 59.698 | 60.431 | 58.072 |
| Langfristiges Fremdkapital | 44.477 | 43.524 | 42.050 | 38.660 | 37.943 | 36.415 | 34.534 | 34.427 | 33.007 | 33.401 |
| Eigenkapital               | 19.394 | 18.982 | 18.834 | 18.566 | 18.419 | 18.250 | 17.206 | 15.264 | 17.376 | 16.220 |

Während des am 31. Dezember 2013 zu Ende gegangenen Geschäftsjahres erzielte Hydro-Québec einen Reingewinn von 2,942 Milliarden Dollar. Das Unternehmen verzeichnete 2013 eine Kapitalrendite von 14,6 %. Der Umsatz nahm zu und betrug 12,881 Milliarden Dollar. Der Aufwand stieg leicht auf 7,510 Milliarden Dollar, was mit einer Verringerung der kurzfristigen Stromkäufe und der Abschaffung der Kapitalsteuer auf Provinzebene zu erklären ist.
Hydro-Québec besitzt Aktiva in der Höhe von 73,310 Milliarden Dollar, darunter Sachanlagen im Wert von 59,077 Milliarden Dollar. Die langfristigen Schulden belaufen sich auf 44,477 Milliarden Dollar, bei einer Kapitalisierungsrate von 30,5 % im Jahr 2011. Anleihen werden durch die Provinzregierung Québecs garantiert. Langfristige Wertpapiere von Hydro-Québec werden von Moody’s mit Aa2 stabil, von Fitch Ratings mit AA- negativ und von Standard & Poor’s mit A+ bewertet. 2013 schüttete Hydro-Québec eine Dividende von 2,207 Milliarden Dollar an seine einzige Aktionärin, die Provinzregierung, aus. Zwischen 2009 und 2013 betrug die Summe der an die Regierung entrichteten Dividenden 8,867 Milliarden Dollar.

### Privatisierungsdebatte

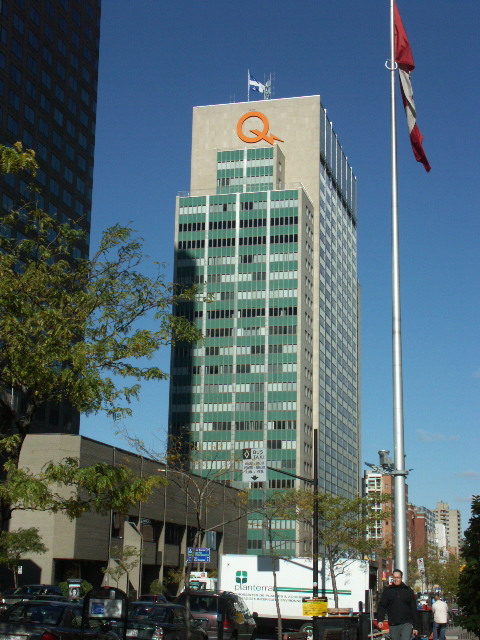
Das Édifice Hydro-Québec, der Unternehmenssitz in Montreal

Die Provinzregierung der Parti Québécois legte 1981 das Leitbild von Hydro-Québec neu fest und veränderte die Bedingungen des Sozialpaktes von 1944. Sie gab 43.741.090 Aktien zu 100 Dollar an sich selbst aus. Die abgeänderten Statuten besagten nun, dass Hydro-Québec bis zu 75 % des Reingewinns als Dividende auszahlt. Diese Gesetzesänderung löste eine Debatte aus, ob Hydro-Québec ganz oder teilweise privatisiert werden solle. Die neoliberale Denkfabrik Institut économique de Montréal brachte das Thema in den 2000er Jahren wiederholt zur Sprache. Sie argumentierte, das Unternehmen könne durch die Privatwirtschaft besser geführt werden und die Einnahmen aus dem Verkauf könnten zur Verringerung der Staatsschulden beitragen.
Mario Dumont, Vorsitzender der Action démocratique du Québec, erwog während des Wahlkampfs 2008 die Möglichkeit eines Teilverkaufs von Hydro-Québec. Eine im November 2008 durchgeführte Meinungsumfrage ergab, dass die Mehrheit der Antwortenden (53 %) sich gegen Dumonts Vorschlag aussprach, einen Anteil von 7,5 % an Bürger und Unternehmen Québecs zu verkaufen, während 38 % zustimmten. In einer Talkshow darauf angesprochen, gab der ehemalige Premierminister Jacques Parizeau zu bedenken, dass Hydro-Québec von den Quebecern als Symbol des nationalen Erfolgs betrachtet werde. Folglich würde jeglicher Privatisierungsversuch in der Bevölkerung auf harten Widerstand stoßen. Die liberale Provinzregierung hat mehrmals zu verstehen gegeben, dass Hydro-Québec nicht zum Verkauf stehe.
Der Ökonom Yvan Allaire von der Montrealer École des hautes études commerciales schlägt vor, die Regierung solle die Strompreise erhöhen, da mit den dadurch erzielten höheren Dividenden die Notwendigkeit einer Privatisierung entfalle. Privatisierungsgegner wie Kolumnist Bertrand Tremblay von der Tageszeitung Le Quotidien aus Saguenay geben zu bedenken, eine Privatisierung würde ein Abdriften in jene Zeiten signalisieren, als die natürlichen Ressourcen Québecs zu Spottpreisen an Ausländer verschleudert wurden. Zu lange, so Tremblay, sei Québec eine Art Bananenrepublik gewesen und habe beinahe seine Wald- und Wasserressourcen verschenkt. Im Gegenzug hätten ausländische Interessen dazu geführt, dass die mit der Entwicklung der Ressourcen verbundenen Arbeitsplätze mithilfe „einheimischer Aasgeier“ ebenfalls exportiert worden seien.
Politisch links stehende Akademiker wie Léo-Paul Lauzon und Gabriel Sainte-Marie von der Université du Québec à Montréal behaupten, eine Privatisierung würde auf Kosten der Haushalte erfolgen, die bedeutend höhere Strompreise bezahlen müssten. Eine Privatisierung wäre auch ein Verrat des Sozialpaktes zwischen der Bevölkerung und der Regierung, und die Provinz würde sich für einen minimalen kurzfristigen Gewinn eines auserlesenen Aktivpostens berauben.

## Geschäftstätigkeit

### Stromerzeugung

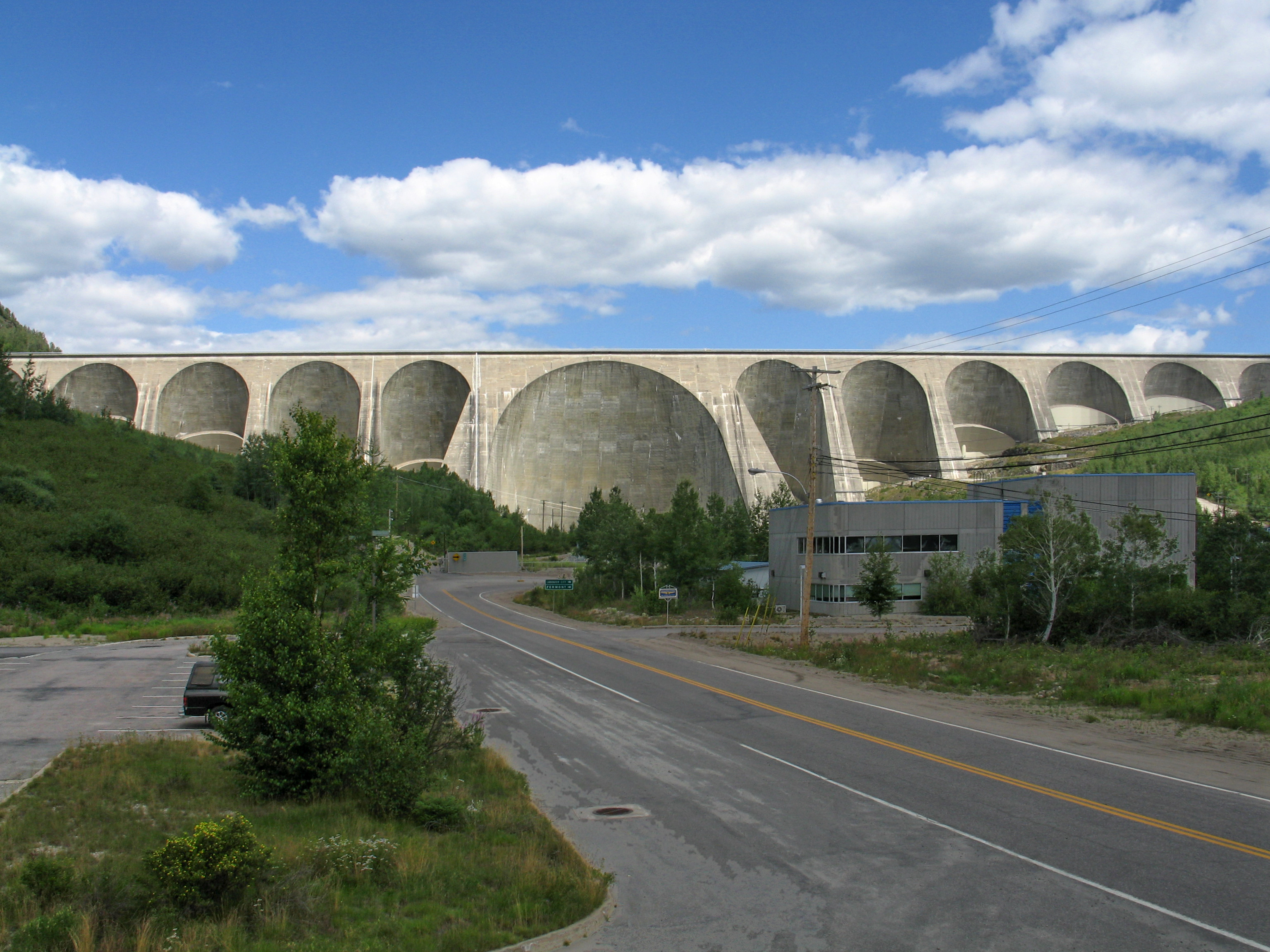
Daniel-Johnson-Talsperre am Rivière Manicouagan

Energiequellen von Hydro-Québec (2010)

Am 31. Dezember 2012 verfügte Hydro-Québec Production über 60 Wasserkraftwerke (davon zwölf mit einer Leistung von über 1 GW), 656 Dämme und 26 bedeutende Stauseen mit einer Speicherkapazität von 175 TWh. Diese Anlagen konzentrieren sich auf 13 der insgesamt 430 Einzugsgebiete auf dem Gebiet der Provinz Québec. Dazu gehören der Sankt-Lorenz-Strom und die Flüsse Outardes, Betsiamites, Ottawa, La Grande, Manicouagan und Saint-Maurice. Gemäß dem Geschäftsbericht 2013 stammen mehr als 99 % der produzierten Energie aus der Wasserkraft. Dieser Anteil hatte sich nach der Schließung des Heizkraftwerks Tracy (2011) und des Kernkraftwerks Gentilly (2012) um rund 5 % erhöht. 2013 betrugen die Produktionskosten von Hydro-Québec 1,98 Cents pro kWh. Die installierte Leistung aller Anlagen betrug 36.068 MW im Jahr 2013.
Das Unternehmen kauft darüber hinaus den größten Teil der Produktion des Kraftwerks Churchill Falls in Labrador (Leistung 5428 MW), dies aufgrund eines langfristigen Vertrages mit der Provinz Neufundland und Labrador, der im Jahr 2041 ausläuft. Im Jahr 2009 erwarb Hydro-Québec für 615 Millionen Dollar den 60-Prozent-Anteil von Abitibi Bowater am Kraftwerk McCormick bei Baie-Comeau am Unterlauf des Manicouagan.
| Kraftwerk                     | Fluss            | Leistung (MW) |
| ----------------------------- | ---------------- | ------------- |
| Robert-Bourassa (La Grande-2) | La Grande        | 5.616         |
| La Grande-4                   | La Grande        | 2.779         |
| La Grande-3                   | La Grande        | 2.417         |
| La Grande-2-A                 | La Grande        | 2.106         |
| Beauharnois                   | St.-Lorenz-Strom | 1.853         |
| Manic-5                       | Manicouagan      | 1.596         |
| La Grande-1                   | La Grande        | 1.436         |
| René-Lévesque                 | Manicouagan      | 1.285         |
| Jean-Lesage                   | Manicouagan      | 1.187         |
| Bersimis-1                    | Betsiamites      | 1.178         |
| Manic-5-PA                    | Manicouagan      | 1.064         |
| Outardes-3                    | Outardes         | 1.026         |

2013 stammten die von Hydro-Québec verkauften Stromlieferungen hauptsächlich aus Wasserkraft (96,78 %); der Windkraft-Anteil betrug 2,16 %, während Biogas, Biomasse und Abfallverbrennung zusammen 0,75 % ausmachen. Der Anteil atomarer und thermischer Energie ist verschwindend klein (0,19 % bzw. 0,12 %). Die Emissionen von Kohlenstoffdioxid (1.130 Tonnen/TWh), Schwefeldioxid (4 Tonnen/TWh) und Stickoxiden (10 Tonnen/TWh) sind ein kleiner Bruchteil der Durchschnittswerte der Industrie im nordöstlichen Teil Nordamerikas. Verantwortlich für diese Emissionen war fast ausschließlich importierte Elektrizität, die in benachbarten Märkten zugekauft wurde.

### Übertragung

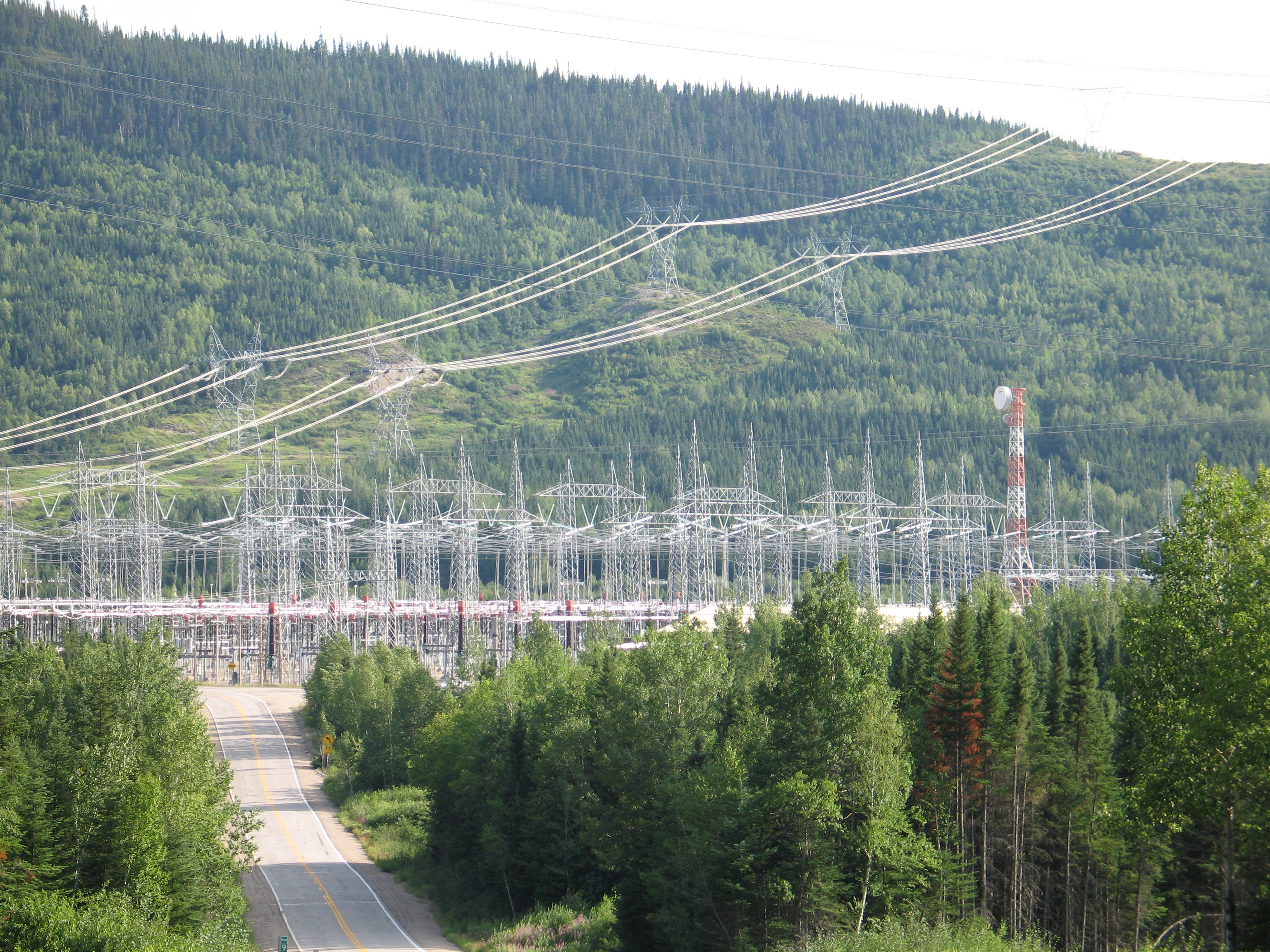
Das Micoua-Umspannwerk an der Côte-Nord wandelt die Energie von 315 kV aus fünf Kraftwerken in 735 kV um. Diese TransÉnergie-Anlage ist einer der Hauptknoten des 11.422 km langen Höchstspannungsnetzes.

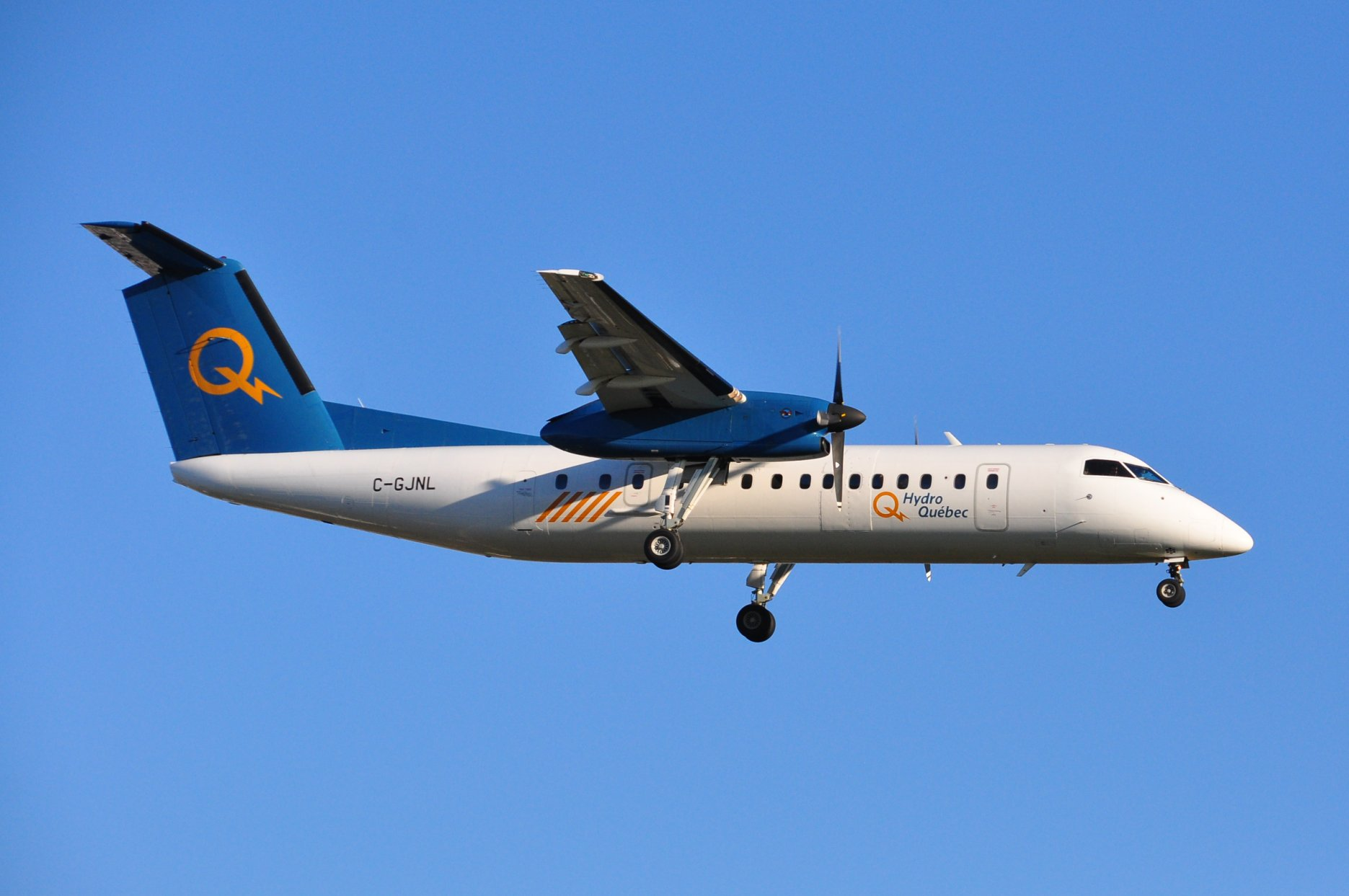
2018 Hydro-Québec, Dash 8

Hydro-Québecs Fachkompetenz beim Bau und Betrieb eines Stromnetzes mit Höchstspannung über weite Distanzen ist in der Elektroindustrie seit langem anerkannt. Die für die Stromübertragung zuständige TransÉnergie betreibt das größte entsprechende Netz Nordamerikas. Sie tritt als unabhängiger Systembetreiber und Ausfallsicherheitskoordinator der Quebec Interconnection innerhalb der North American Electric Reliability Corporation auf (die überregionalen Stromnetze in Nordamerika sind durch mehrere größere, zueinander asynchrone Verbundnetze gekennzeichnet, die als Interconnections bezeichnet werden) und beteiligt sich an der Unterorganisation Northeast Power Coordinating Council. TransÉnergie verwaltet den Energiefluss im Quebecer Netz und stellt allen Beteiligten im Großhandel einen nichtdiskriminierenden Zugang sicher.
Die Politik des nichtdiskriminierenden Zugangs erlaubt es beispielsweise einem Unternehmen wie Newfoundland and Labrador Hydro, etwas von seinem Anteil an Energie vom Kraftwerk Churchill Falls auf dem offenen Markt des US-Bundesstaates New York zu verkaufen und dabei unter Bezahlung einer Übertragungsgebühr das Netz von TransÉnergie zu nutzen. Außerdem hat die Energiefluss-Kontrollstelle von TransÉnergie den Auftrag, in ganz Québec als Ausfallsicherheitskoordinator tätig zu sein, gemäß einem bilateralen Abkommen zwischen der Régie de l’énergie du Québec und der Federal Energy Regulatory Commission der Vereinigten Staaten.

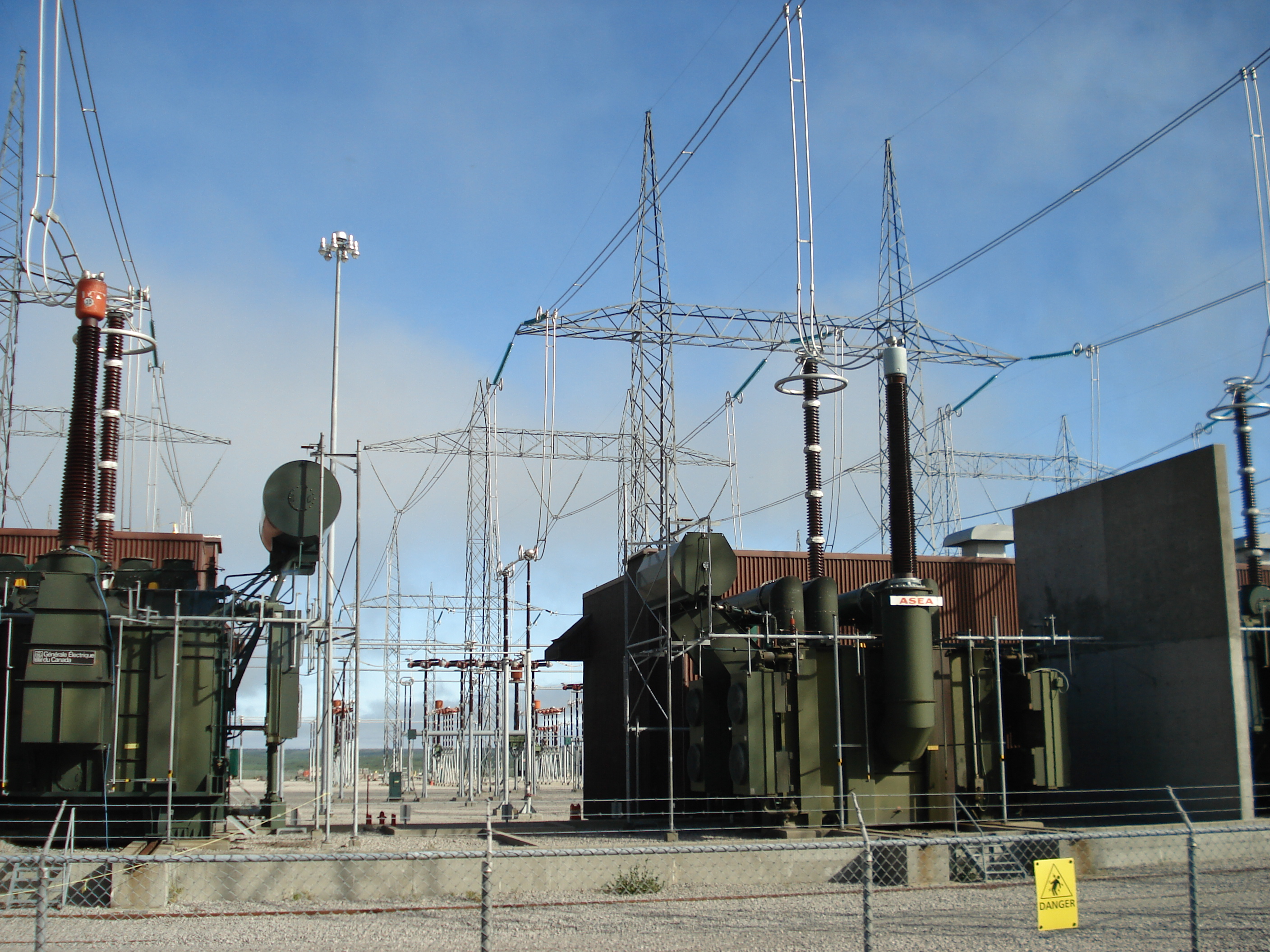
735-kV-Transformatoren beim Wasserkraftwerk Robert-Bourassa

Das Hochspannungsnetz von TransÉnergie erstreckt sich über eine Länge von 33.885 km, davon 11.422 km mit Leitungen zu 765 kV und 735 kV, die als Freileitungen mit Bündelleitern ausgeführt sind. Hinzu kommen 527 Umspannwerke. Das Stromnetz ist an 15 Stellen mit den Stromnetzen der benachbarten kanadischen Provinzen und der Vereinigten Staaten verbunden. Ende 2011 betrug die maximale importierte Leistung 10,85 GW (davon fast die Hälfte aus dem Kraftwerk Churchill Falls in Labrador), die maximale exportierte Leistung 7994 MW.
Das Übertragungsnetz von TransÉnergie arbeitet asynchron zu den benachbarten Netzen der Eastern Interconnection. Obwohl das Quebecer Stromnetz dieselbe nominale Netzfrequenz von 60 Hz wie benachbarte Stromnetze verwendet, kann es aufgrund abweichender Momentanfrequenzen und unterschiedlicher Phasenlagen nicht direkt mit den benachbarten Netzen zusammengeschaltet werden. Für den Export und den Import von Elektrizität verwendet TransÉnergie daher Anlagen zur Hochspannungs-Gleichstrom-Übertragung (HGÜ) und Gleichstromkurzkupplungen wie die Châteauguay-Gleichstromkurzkupplung. Dieses Merkmal des Quebecer Stromnetzes hatte zur Folge, dass Hydro-Québec vom flächendeckenden Stromausfall in Nordostamerika am 14. August 2003 nicht betroffen war – mit Ausnahme von fünf Wasserkraftwerken am Ottawa River, die damals direkt an das Stromnetz von Ontario angeschlossen waren.

### Verteilung

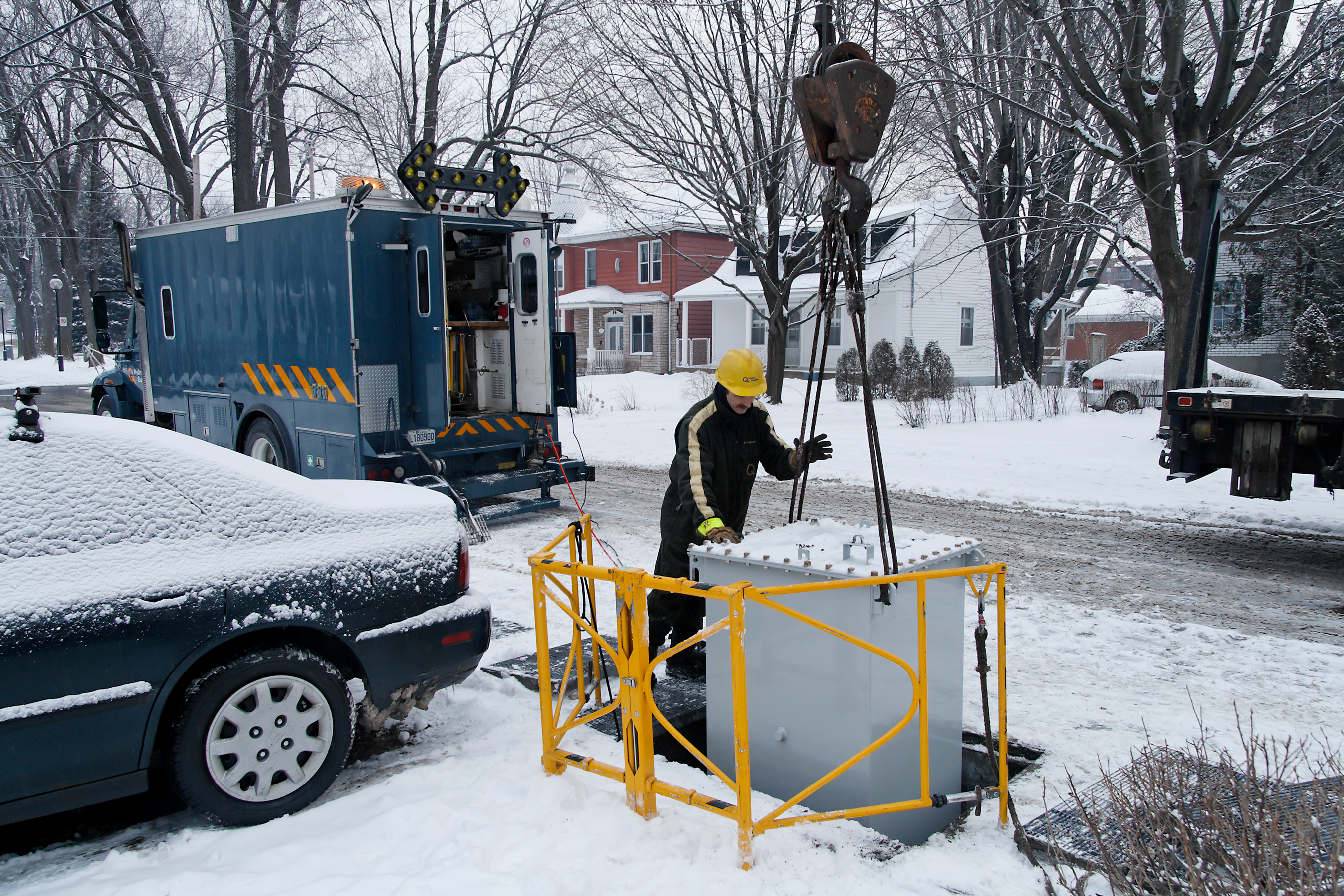
Ein Angestellter von Hydro-Québec wechselt in Montreal einen unterirdischen Transformator aus

Hydro-Québec Distribution ist für die Feinverteilung von Elektrizität an die meisten Kunden in Québec verantwortlich. Sie betreibt ein 114.649 km langes Netz von Mittelspannungs- und Niederspannungsleitungen. In fast ganz Québec tritt sie als alleiniger Feinverteiler auf – mit Ausnahme der neun gemeindeeigenen Verteilungsnetze in Alma, Amos, Baie-Comeau, Coaticook, Joliette, Magog, Saguenay, Sherbrooke und Westmount sowie der Elektrizitätsgenossenschaft in Saint-Jean-Baptiste.
Ihren Grundbedarf befriedigt Hydro-Québec Distribution aus der von Hydro-Québec Production zum „Heimattarif“ bereitgestellten Produktionsmenge. Zusätzlich anfallender Bedarf wird durch langfristige Verträge ausgeglichen, die nach öffentlichen Ausschreibungen mit privaten Anbietern geschlossen werden. Bei kurzfristigem Bedarf können in benachbarten Strommärkten Einkäufe getätigt werden. Als letzter Ausweg kann Hydro-Québec Production bei unerwarteten Verbrauchsspitzen kurzfristig einspringen. Die verschiedenen Lieferverträge müssen der Régie de l’énergie du Québec zur Genehmigung vorgelegt werden, die auch verbindlich die Tarife festlegt.
Per 1. November 2013 hatte Hydro-Québec Distribution insgesamt 58 langfristige Lieferverträge für insgesamt 4.600 MW unterzeichnet. Darunter sind 34 Verträge mit Windparks, 15 Verträge mit Biomasse-Heizkraftwerken und 5 Verträge mit Kleinwasserkraftwerken. Die durch diese Verträge zugesicherte Energieproduktion betrug 14,5 TWh im Jahr 2014; sie soll zwischen 2018 und 2021 auf 21,5 TWh ansteigen. Hydro-Québec Distribution ist ebenfalls für die Energieproduktion in abgelegenen Gebieten verantwortlich, die nicht an das Hauptstromnetz angeschlossen sind. Sie betreibt ein kleines Wasserkraftwerk an der Basse-Côte-Nord sowie 24 Diesel-Wärmekraftwerke auf den Magdalenen-Inseln, in der nördlichen Mauricie und in Nunavik.

### Sonstige Tätigkeiten

#### Kraftwerkbau
Die Tochtergesellschaft Hydro-Québec Équipement tritt bei bedeutenden Bauprojekten von Hydro-Québec als Generalunternehmerin auf. Ausgenommen sind Bauarbeiten in jenen Gebieten, die im Abkommen der Baie James und des Quebecer Nordens genannt werden. Dort ist die Tochtergesellschaft Société d’énergie de la Baie James zuständig. Nach einer Unterbrechung in den 1990er Jahren nahm Hydro-Québec zu Beginn des 21. Jahrhunderts wieder den Bau neuer Kraftwerke auf, um vom günstigen Umfeld, das durch die Liberalisierung der nordamerikanischen Strommärkte entstanden war, zu profitieren und auch um auf die gestiegene Nachfrage in Québec zu reagieren. Der strategische Plan der Jahre 2009–2013 sah Investitionen in der Höhe von 10,4 Milliarden Dollar vor, um neue Anlagen zu errichten und bestehende zu erneuern.

#### Forschung und Entwicklung

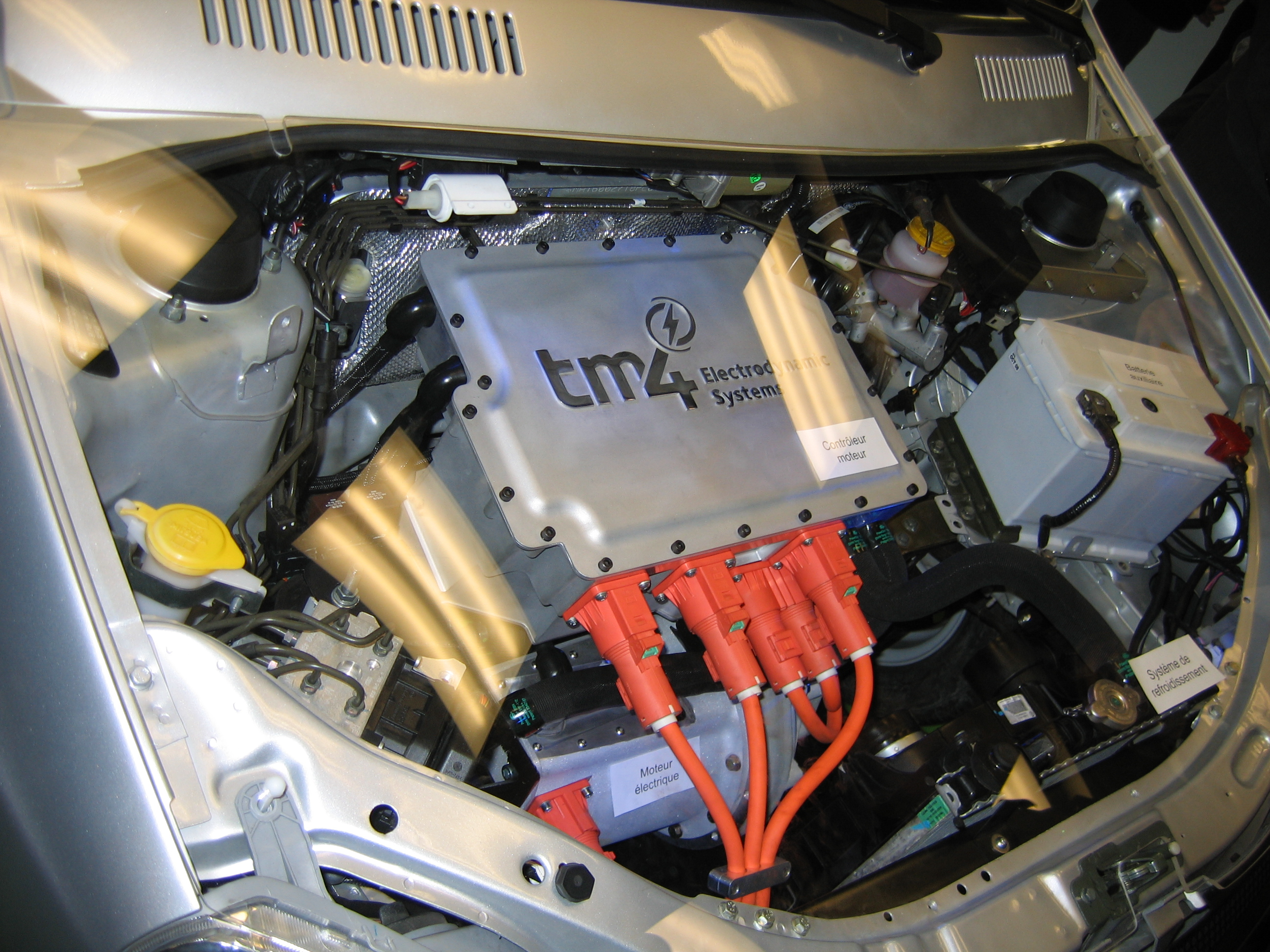
Ein TM4-Elektromotor in einem Indica Vista

Hydro-Québec investiert in bedeutendem Maße in Forschung und Entwicklung. Das Unternehmen unterstützt nicht nur finanziell die Forschung an Universitäten, sondern ist auch der einzige Stromversorger Nordamerikas, der eigene Forschungseinrichtungen unterhält. Das im Jahr 1967 gegründete Institut de recherche d’Hydro-Québec (IREQ) befindet sich in Varennes. Es wird mit einem Budget von rund 100 Millionen Dollar jährlich betrieben und ist auf die Gebiete Hochspannung, Mechanik, Thermomechanik, Netzsimulation und Kalibrierung spezialisiert. Die Forschungen von Wissenschaftlern und Ingenieuren des IREQ führten unter anderem zur Verlängerung der Lebensdauer von Staudämmen, zu Leistungsverbesserungen der technischen Einrichtungen, zur Automatisierung des Stromnetzbetriebs und zur Erhöhung der Transportleistung von Hochspannungsleitungen. Eine weitere Forschungseinrichtung, das Laboratoire des technologies de l’énergie (LTE) in Shawinigan, wurde 1988 eröffnet. Es adaptiert und entwickelt neue Produkte, außerdem unterstützt es Industriekunden bei der Verbesserungen ihrer Energieeffizienz.

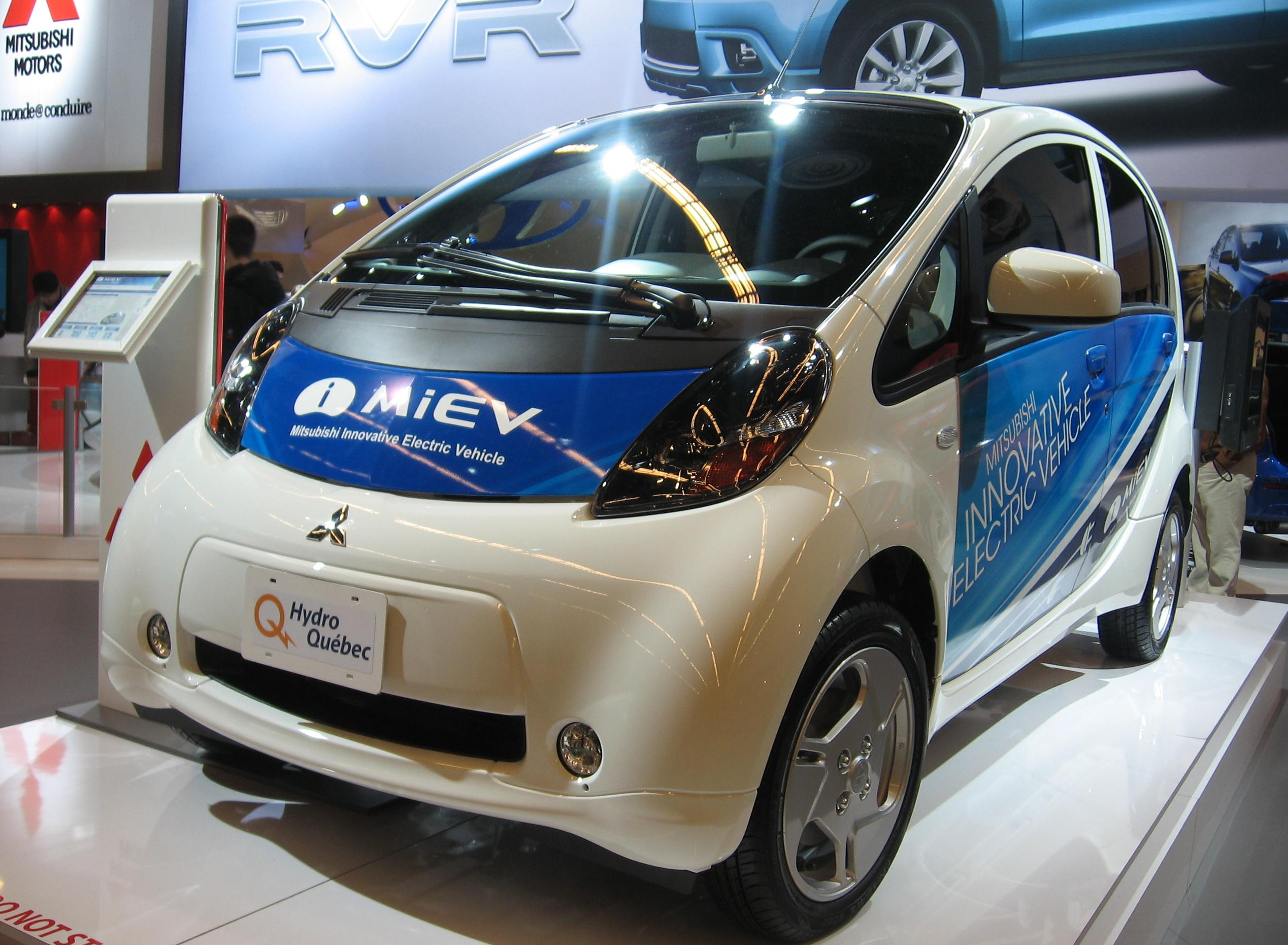
Von Hydro-Québec getesteter Mitsubishi i-MiEV an der Montrealer Automobilausstellung 2011

Seit den 1990er Jahren hat das IREQ auch Forschungen im Bereich der Elektroautos durchgeführt. Aktuelle Projekte umfassen Batteriematerialien (darunter wegweisende Forschungen an Lithium-Ionen-Batterien und Nano-Titanaten), verbesserte elektrische Antriebsstränge und die Auswirkungen eines großflächigen Einsatzes von Elektroautos auf das Stromnetz. Die Projekte konzentrieren sich auf Technologien, welche die Reichweite erhöhen, die Leistung bei kaltem Wetter verbessern und die Aufladezeit verringern.
Hydro-Québec ist verschiedentlich kritisiert worden, von einigen seiner Innovationen nicht genügend profitiert zu haben. Dazu gehört beispielsweise ein Radnabenmotor, den der IREQ-Ingenieur und Physiker Pierre Couture 1994 vorgestellt hatte. Der Nachfolger von Coutures Radnabenmotor wird von TM4 Electrodynamic Systems vermarktet. Dieser 1998 gegründete Ableger kooperierte mit den französischen Unternehmen Dassault und Heuliez bei der Entwicklung des Elektroautos Cleanova, von dem 2006 ein erster Prototyp gebaut wurde. Im Januar 2009 gab Hydro-Québec bekannt, dass der indische Autohersteller Tata Motors seinen Motor ausgewählt habe, um ein Vorführmodell des Indica Vista auszurüsten, das in Norwegen einem Alltagstest unterzogen wurde. In Zusammenarbeit mit der Stadt Boucherville, lokalen Unternehmen und dem Automobilhersteller Mitsubishi Motors testete Hydro-Québec ab Dezember 2010 fünfzig Fahrzeuge des Typs Mitsubishi i-MiEV, insbesondere auf ihre Wintertauglichkeit. Es handelte sich dabei um das bisher größte Pilotprojekt dieser Art in Kanada. Seit dem Frühjahr 2012 betreibt Hydro-Québec in Zusammenarbeit mit Detailhändlern, Hotels und der Verkehrsgesellschaft Agence métropolitaine de transport den Circuit électrique, ein Netzwerk öffentlicher Aufladestationen für Elektrofahrzeuge. Zwei Jahre nach Beginn der Partnerschaft sind fast 300 Stationen in Betrieb, das Angebot wird weiter ausgebaut.

#### Internationale Beteiligungen
1978 begann das Unternehmen, Beteiligungen im Ausland zu erwerben. Eine neue Tochtergesellschaft namens Hydro-Québec International wurde mit dem Auftrag gegründet, das Know-how des Unternehmens – insbesondere auf den Gebieten Erzeugung, Übertragung und Verteilung von Elektrizität – in anderen Ländern zu vermarkten. Das Unternehmen griff dabei auf das Fachwissen der Muttergesellschaft zurück. In den folgenden 25 Jahren war Hydro-Québec im Ausland vor allem bei Investitionen in Elektrizitätsübertragungsnetze und Kraftwerke aktiv: Transelec in Chile, Cross Sound Cable in den USA, Consorcio Transmantaro in Peru, Hidroelectrica Rio Lajas in Costa Rica, Murraylink in Australien und das Kraftwerk Fortuna in Panama.
Für kurze Zeit hielt Hydro-Québec einen Anteil von 17 % an Senelec, der staatlichen Elektrizitätsgesellschaft Senegals. 1999 hatte die senegalesische Regierung beschlossen, einen Teil des Unternehmens an ein Konsortium zu verkaufen, das von Elyo, einer Tochtergesellschaft der französischen Groupe Suez Lyonnaise des Eaux, angeführt wurde. Nach seiner Wahl zum Präsidenten kündigte Abdoulaye Wade im darauf folgenden Jahr den Vertrag auf. Ebenfalls 1999 erwarb Hydro-Québec International für 383 Millionen Dollar einen Anteil von 20 % an der Meiya Power Company in China. Fünf Jahre später stieß es diese Beteiligung wieder ab. Vertreter von Hydro-Québec waren durch Beratungstätigkeiten indirekt am Bau der Drei-Schluchten-Talsperre beteiligt.
Zwischen 2003 und 2006 zog sich Hydro-Québec schrittweise aus dem internationalen Markt zurück und verkaufte alle seine ausländischen Beteiligungen gewinnbringend. Die Erlöse aus diesen Transaktionen gingen an den Fonds des générations, einen von der Provinzregierung eingerichteten Fonds zur Minderung der Auswirkungen der Staatsschulden auf zukünftige Generationen.

## Umwelt

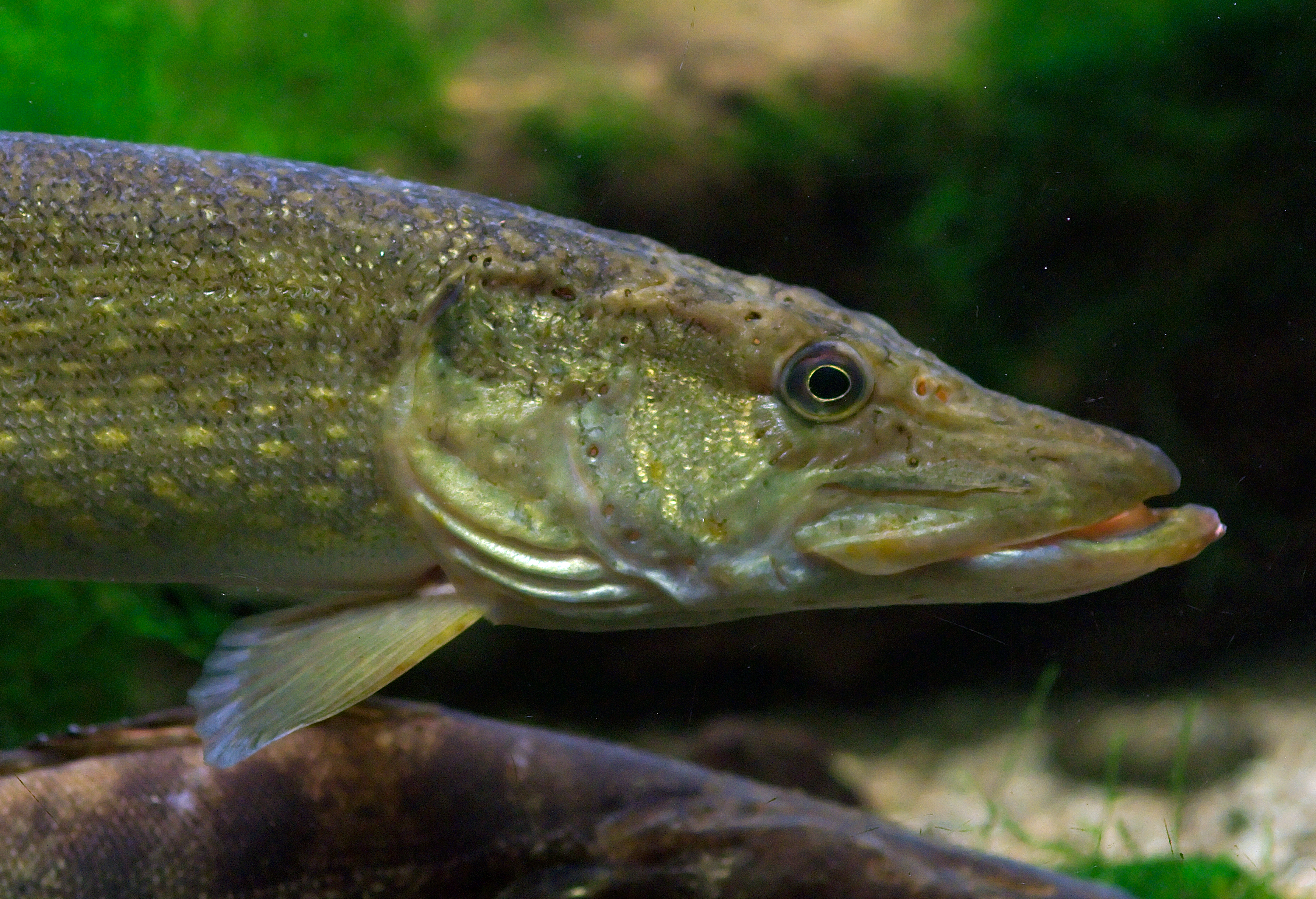
Der Hecht kommt heute im Robert-Bourassa-Stausee häufiger vor als in den Gewässern, die überflutet wurden. Der Anstieg der Population hatte hingegen einen Rückgang der Zahl der Glasaugenbarsche zur Folge.

Seit den frühen 1970er Jahren ist sich Hydro-Québec der externen Effekte seiner wirtschaftlichen Tätigkeiten auf die Umwelt bewusst. Die Verabschiedung des Quebecer Gesetzes zur Umweltqualität im Jahr 1972, die Aufgabe des Champigny-Projekts zum Bau eines Pumpspeicherkraftwerks im Tal des Rivière Jacques-Cartier im Jahr 1973 und die Verhandlungen, die 1975 zum Abkommen der Baie James und des Quebecer Nordens führten, zwangen das Unternehmen zum Überdenken seiner Handlungsweisen. Um besser auf Umweltanliegen eingehen zu können, bildete Hydro-Québec 1970 ein Umweltschutzkomitee und im September 1973 eine Abteilung für Umweltmanagement. Deren Aufgabe ist es, Auswirkungen auf die Umwelt zu studieren und zu messen, Umweltverträglichkeitsprüfungen vorzubereiten, Maßnahmen zur Verringerung der Umwelteinwirkungen zu entwickeln sowie auf diesen Gebieten in Zusammenarbeit mit Forschungsinstitutionen wissenschaftliche Untersuchungen durchzuführen.

### Auswirkungen auf die natürliche Umwelt

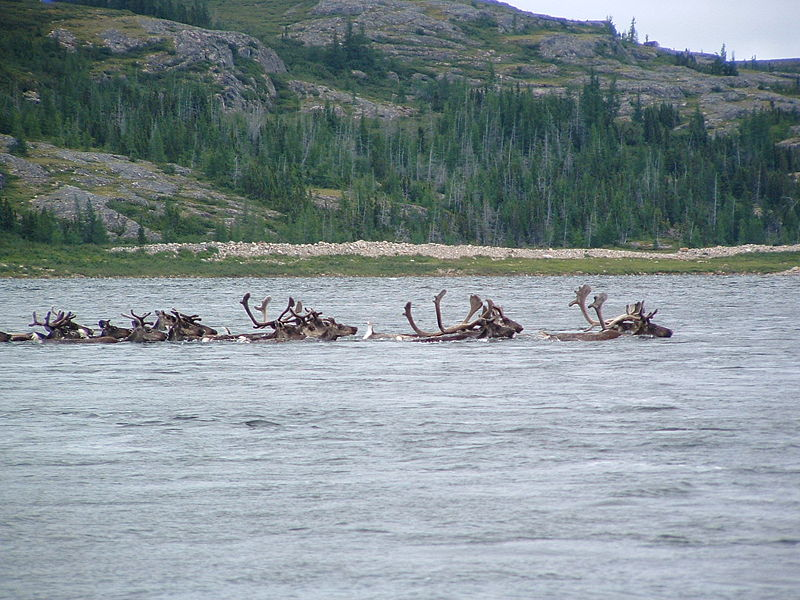
Die Karibu-Populationen in der Nähe großer Stauseen sind zwischen 1970 und 2000 gewachsen.

Die Schaffung neuer Stauseen erhöht den Anteil von Quecksilber in Flüssen und stehenden Gewässern, was wiederum Auswirkungen auf die Nahrungskette hat. Sie erhöht vorübergehend auch die Emissionen von Treibhausgasen aus den Stauseeflächen und trägt zur Erosion von Uferböschungen bei.
Das Unternehmen nahm eine Reihe von Messstationen in Betrieb, um die Umweltauswirkungen der Wasserkraftprojekte zu überwachen. Seit 1978 liefern sie eine Vielzahl von Daten über die Umwelt des Nordens. Zahlreiche Untersuchungen in der Region Baie James haben ergeben, dass in den ersten fünf bis zehn Jahren nach der Überflutung eines Stausees der Quecksilberanteil in Fischen auf das Fünf- bis Sechsfache steigt, dann jedoch allmählich auf den ursprünglichen Wert zurückgeht. Diese Ergebnisse bestätigen ähnliche Studien in anderen Teilen Kanadas, in den Vereinigten Staaten und in Finnland. Es konnte auch festgestellt werden, dass es möglich ist, die Quecksilberbelastung des Menschen zu verringern, selbst wenn Fisch einen bedeutenden Teil der Ernährung ausmacht. Ohne die Essgewohnheiten allzu sehr zu verändern, können Belastungsrisiken gemildert werden, indem einfach bestimmte Arten und Angelplätze gemieden werden.
Die Umwandlung einer terrestrischen in eine aquatische Umwelt bringt große Veränderungen mit sich und die Überflutung hat negative Folgen auf nichtwandernde Arten. Allerdings werden verloren gegangene Uferhabitate durch neue ersetzt, die an exponierten Ufern von Flüssen mit verringerter Durchflussmenge entstehen. Die biologische Vielfalt von Stauseeinseln ist mit jener von natürlichen Inseln in der Umgebung vergleichbar und wildlebende Tiere nutzen die Zone der Wasserspiegelsenkung. Da die Stauseen auf die Habitate wandernder Arten wie Karibus einen stabilisierenden Effekt haben, nahmen deren Populationen derart zu, dass sie vermehrt bejagt werden müssen.

### Soziale Auswirkungen und nachhaltige Entwicklung

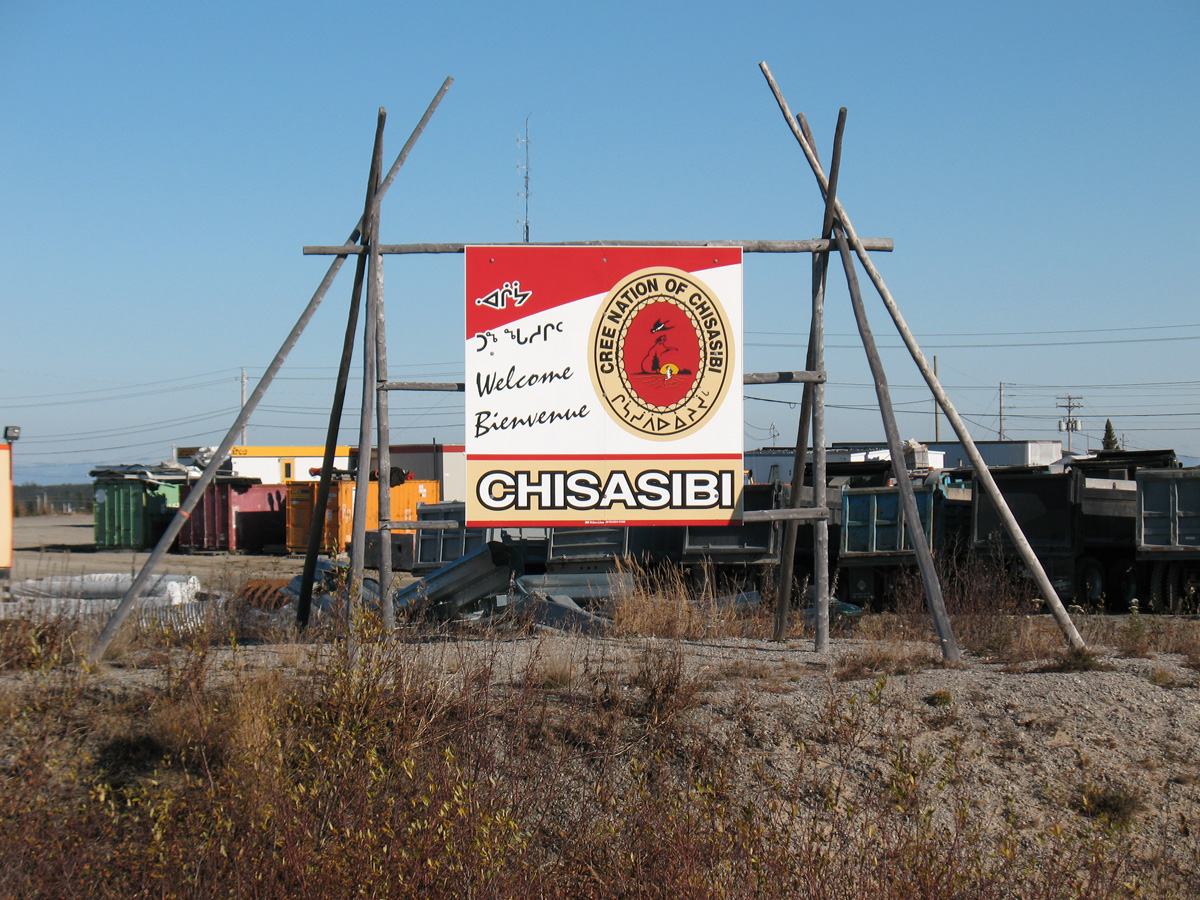
Die Cree-Siedlung Chisasibi entstand 1980/81 nach Umsiedlungen infolge des Baie-James-Wasserkraftprojekts

Wasserkraftprojekte üben einen bedeutenden Einfluss auf die Lebensumstände der Bevölkerung der betroffenen Regionen aus. Dazu gehören insbesondere die Innu an der Côte-Nord sowie die Cree und Inuit in der Region Nord-du-Québec. Stauseen schaffen neue Hindernisse für Bootsfahrten, überfluten traditionelle Jagdgründe, Anglerreviere und Fallenstellergebiete, erzwingen die Umstellung der Essgewohnheiten aufgrund der erhöhten Quecksilberwerte einiger Fischarten und zerstören historische Artefakte von unschätzbarem Wert.
Die zwischen 1972 und 1995 vollendeten Projekte beschleunigten den sich bereits abzeichnenden Trend zur Sesshaftigkeit der Ureinwohner. Neben den bereits genannten Gründen ist dafür insbesondere der im Abkommen der Baie James und des Quebecer Nordens vereinbarte Betrieb von Sozial- und Bildungseinrichtungen durch die Gemeinwesen verantwortlich. Ein von Hydro-Québec in Auftrag gegebener Bericht aus dem Jahr 2001 kommt zum Schluss, dass einige Gemeinschaften der Ureinwohner und insbesondere der Cree sich mehr und mehr der industrialisierten Gesellschaft im Süden Québecs angeglichen haben. Ähnliche Beobachtungen waren auch nach dem Bau von Straßen und Wasserkraftwerken in der Nähe isolierter Gemeinschaften im Norden Kanadas und Skandinaviens gemacht worden. Die Fertigstellung der großen Projekte in den 1990er Jahren ging einher mit wachsenden sozialen Spannungen und steigender Arbeitslosigkeit.
Nach der starken Ablehnung des Suroît-Projekts und dessen Aufgabe im November 2004 bekräftigte der neue Vorsitzende Thierry Vandal das Bekenntnis von Hydro-Québec zu Energieeffizienz, Wasserkraft und Entwicklung von Alternativenergien. Seither betont das Unternehmen wiederholt, dass es Wirtschaftlichkeit, Umweltfreundlichkeit und Akzeptanz bei den betroffenen Gemeinschaften als Voraussetzung für jedes neue Wasserkraftprojekt ansieht. Hydro-Québec ist seit den späten 1980er Jahren an verschiedenen Initiativen zur nachhaltigen Entwicklung beteiligt, in den Bereichen Wirtschaftsentwicklung, Sozialentwicklung und Umweltschutz. Seit 2007 ist das Unternehmen Teilnehmer der Global Reporting Initiative, die in einem partizipativen Verfahren Richtlinien für die Erstellung von Nachhaltigkeitsberichten entwickelt. Hydro-Québec beschäftigt rund 250 Spezialisten im Umweltschutzbereich und besitzt im Umweltmanagement eine ISO-14001-Zertifizierung.

## Tarife und Kunden

### Der Markt in Québec
|                                             | Anzahl Kunden | Anzahl Kunden | Verkäufe in Québec (GWh) | Verkäufe in Québec (GWh) | Erlös in Mill. CAD | Erlös in Mill. CAD | Durchschn. Verbrauch/Jahr (kWh) | Durchschn. Verbrauch/Jahr (kWh) |
| 2023                                        | 2022          | 2023          | 2022                     | 2023                     | 2022               | 2023               | 2022                            |                                 |
| ------------------------------------------- | ------------- | ------------- | ------------------------ | ------------------------ | ------------------ | ------------------ | ------------------------------- | ------------------------------- |
| Haushalte und Landwirtschaft                | 4.223.163     | 4.178.346     | 68.221                   | 70.941                   | 5.852              | 5.974              | 16.154                          | 16.978                          |
| Kommerziell, institutionell, Kleinindustrie | 327.790       | 325.498       | 47.571                   | 47.983                   | 4.406              | 4.205              | 145.126                         | 147.414                         |
| Großindustrie                               | 201           | 194           | 55.087                   | 55.357                   | 2.852              | 2.674              | 274.064.676                     | 285.345.360                     |
| Sonstige                                    | 4.938         | 4.868         | 6.450                    | 6.279                    | 405                | 378                | 1.306.196                       | 1.289.852                       |
| Total                                       | 4.556.092     | 4.508.906     | 177.329                  | 180.560                  | 13.515             | 13.231             | –                               | –                               |

Vergleich der Haushaltstarife von Hydro-Québec (türkis) und des Verbraucherpreisindex (dunkelblau) zwischen 1998 und 2011

Ende 2013 zählte Hydro-Québec 4.141.990 Kunden in drei Hauptkategorien: Haushalte und Landwirtschaft, kommerzielle und institutionelle Kunden (inkl. Kleinindustrie) sowie Großindustrie. Die Kategorie „Sonstige“ umfasst insbesondere öffentliche Beleuchtung und gemeindeeigene Vertriebsnetze. Nach öffentlichen Anhörungen legt die Régie de l’énergie du Québec jährlich ein Dutzend Vertriebstarife fest. Die Tarifgestaltung basiert auf den Übertragungskosten; darin berücksichtigt sind die Abschreibungen auf Investitionskosten, Rückstellungen für den Unterhalt, das Wachstum der Kundenzahl und eine Gewinnspanne.
Die Tarife sind auf dem ganzen Territorium Québecs einheitlich, sie beruhen auf dem Kundentyp und der Verbrauchsmenge. Nach einer mehrjährigen Periode der Preisstabilität zwischen dem 1. Mai 1998 und dem 1. Januar 2004 gewährte die Régie de l’énergie du Québec zwischen 2004 und 2010 acht Tariferhöhungen von insgesamt 18,4 %, gefolgt von minimalen Preissenkungen in den Jahren 2011 und 2012.

#### Privatkunden

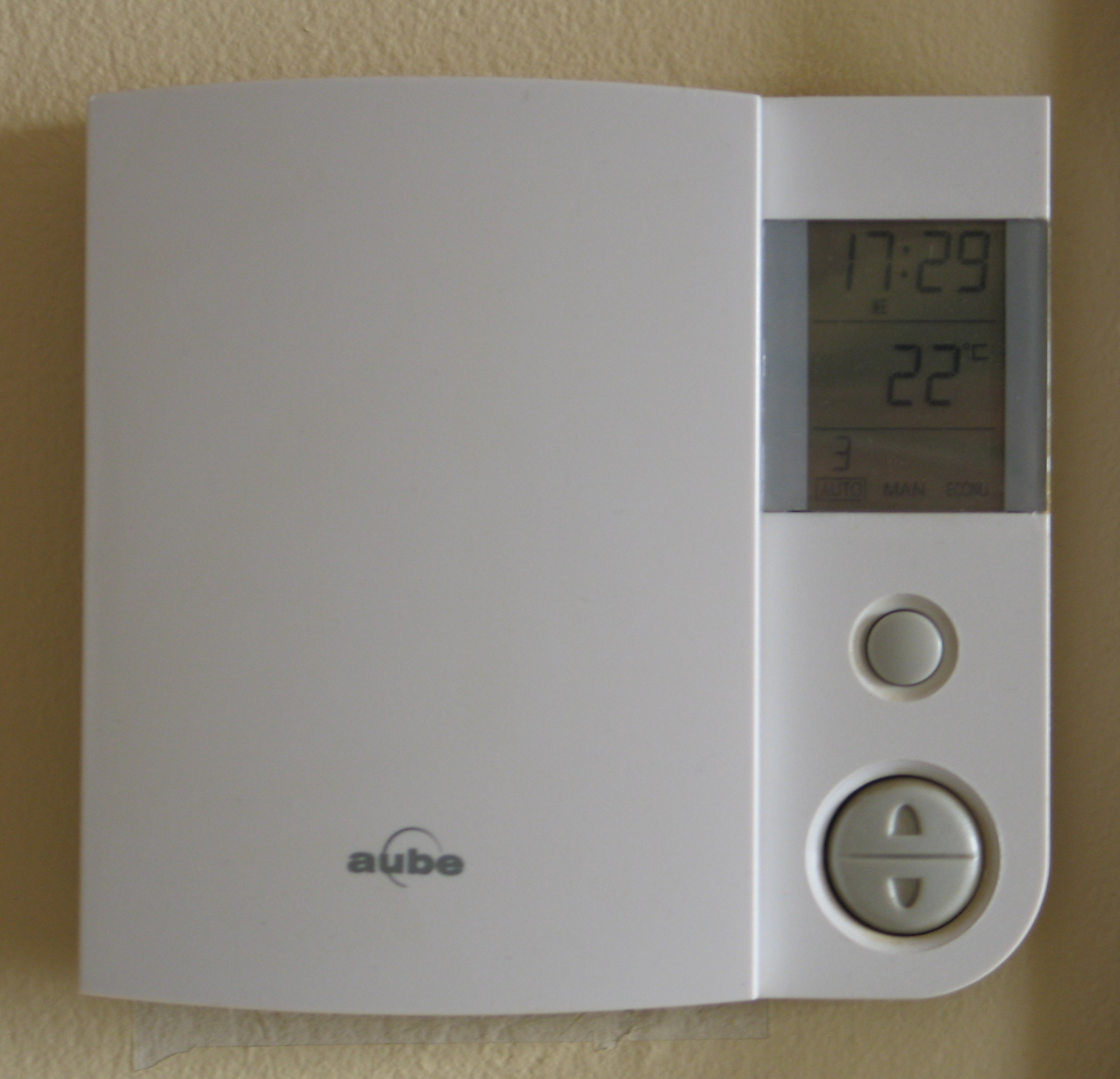
Elektroheizungen machen mehr als die Hälfte des Verbrauchs von Haushalten aus (im Bild: Thermostat des Quebecer Herstellers Aube)

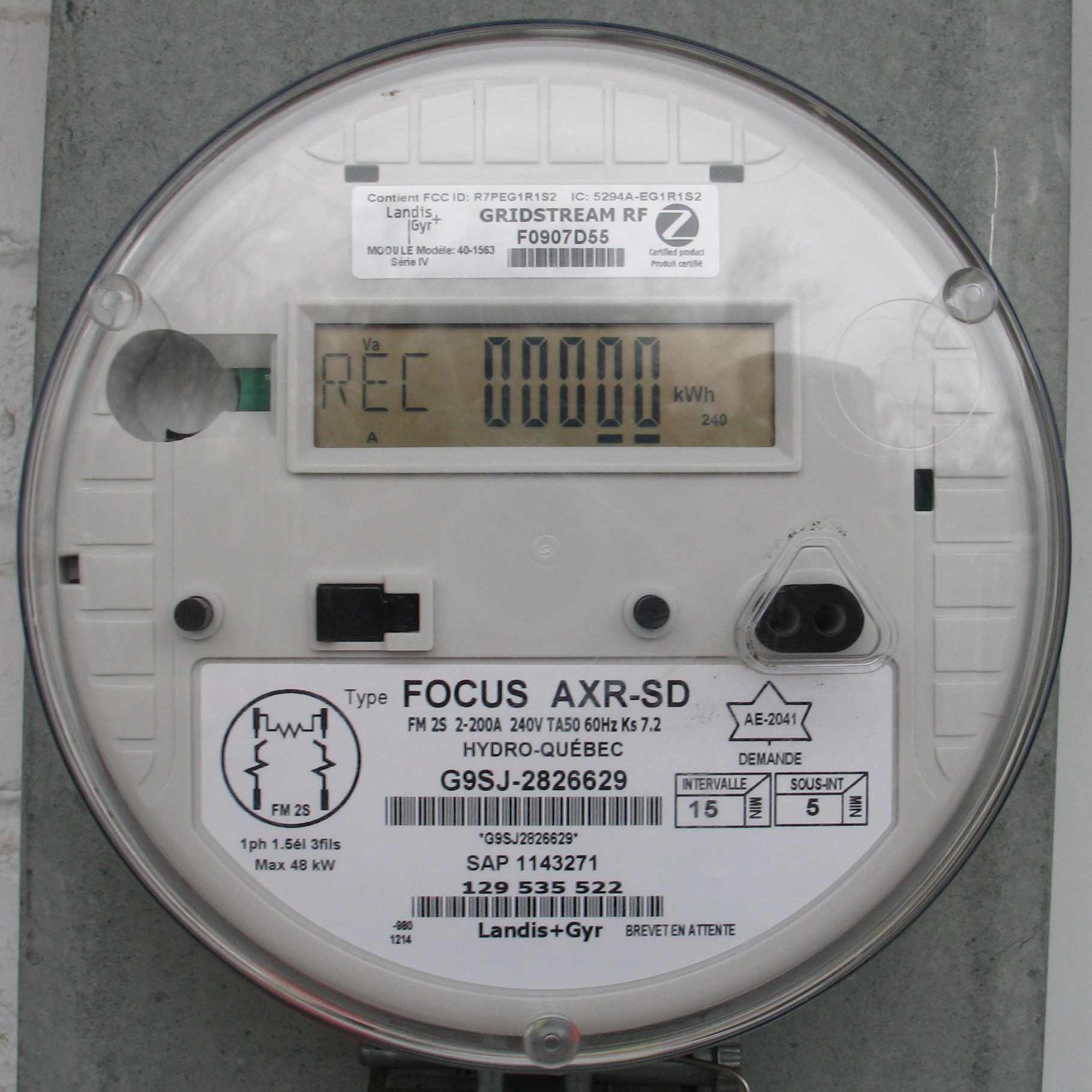
Hydro-Québec-Stromzähler

Der durchschnittliche Verbrauch von Haushalts- und Landwirtschaftskunden ist relativ hoch (17.268 kWh jährlich), da 68 % aller Haushalte eine Elektroheizung besitzen. Hydro-Québec schätzt, dass das Heizen mehr als die Hälfte des Energieverbrauchs in Haushalten ausmacht. Diese Bevorzugung des elektrischen Heizens macht den Bedarf an Elektrizität weniger vorhersehbar, bietet aber auch gewisse Umweltvorteile. Trotz des sehr kalten Klimas im Winter hatten im Jahr 2006 die Emissionen von Treibhausgasen durch Haushalte lediglich einen Anteil von 5,5 % (4,65 Megatonnen CO2-Äquivalente) an allen Emissionen in Québec. Im Zeitraum von 1990 bis 2006 sanken die Emissionen der Quebecer Haushalte um 30 %.
Der Elektrizitätsverbrauch der Haushalte schwankt von Jahr zu Jahr, wobei ein enger Zusammenhang mit dem Wetter besteht. Die Spitzennachfrage im Netz von Hydro-Québec tritt überwiegend im Winter auf. Der bisherige Rekordwert wurde am 22. Januar 2014 um 7:26 Uhr erzielt, mit einer Spitzennachfrage von 39.240 MW.
Die Elektrizitätstarife im Haushalts- und Landwirtschaftsbereich beinhalten eine tägliche Abonnementsgebühr sowie zwei auf dem Verbrauch basierende Preisstufen. Das Ablesen der Stromzähler erfolgt alle zwei Monate manuell. Das Unternehmen bietet seinen Haushaltskunden die Möglichkeit, ihre jährliche Stromrechnung in zwölf Raten zu bezahlen. Die Schätzungen basieren auf dem bisherigen Verbrauch des Kunden.

#### Industriekunden

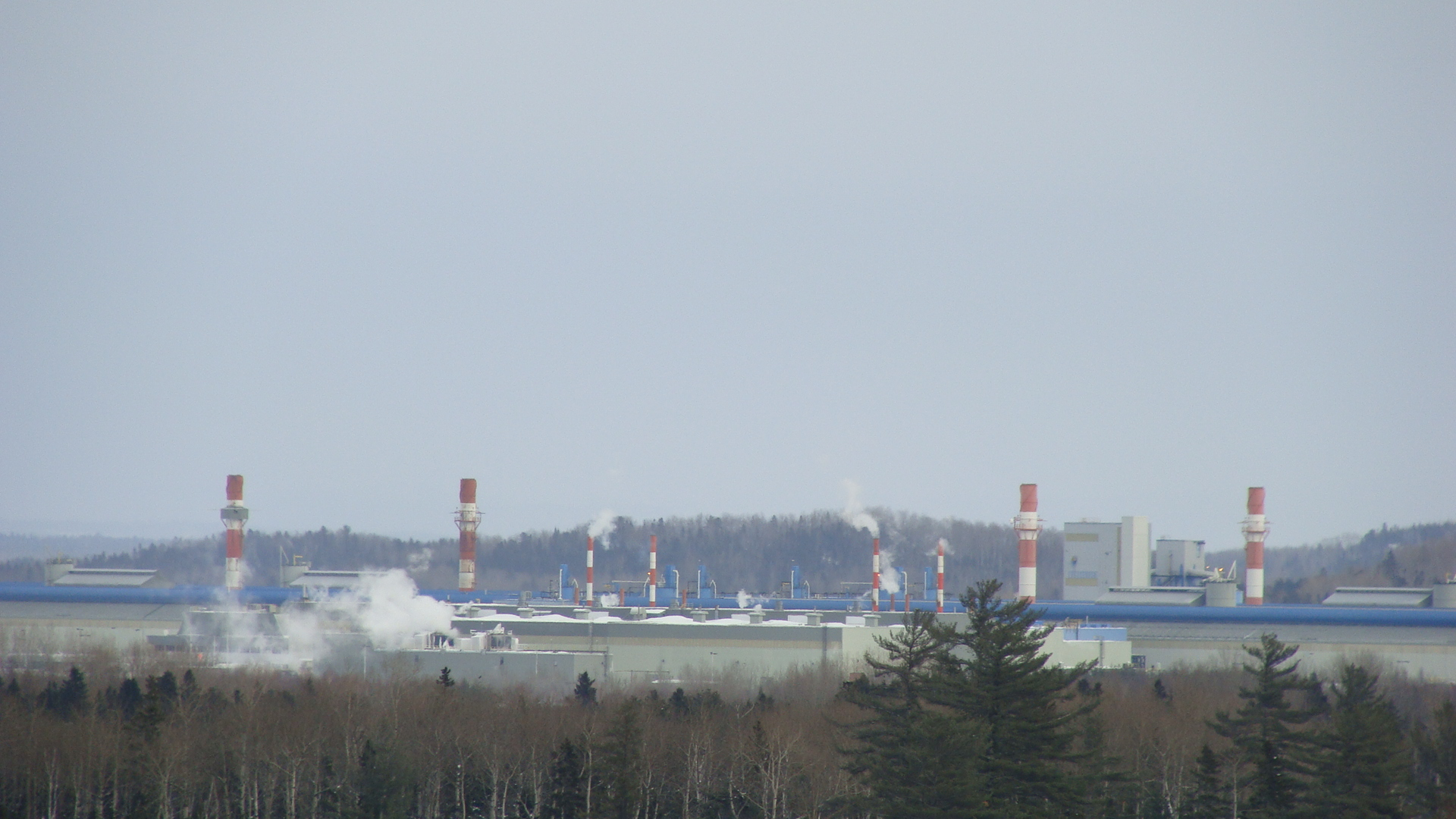
Laterrière-Aluminiumwerk von Rio Tinto Alcan in Saguenay. Große industrielle Verbraucher (insbesondere Aluminium- und Papierindustrie) verbrauchen 40,4 % der in Québec verkauften Elektrizität.

Seit mehr als einem Jahrhundert wurde die industrielle Entwicklung Québecs durch den Überfluss an Wasserkraftressourcen stimuliert. Die Energie macht einen bedeutenden Teil der Kosten in der Papier- und der Aluminiumindustrie aus, zwei Industriezweige mit einer langen Tradition in Québec. 2012 verbrauchten die industriellen Kunden 65,9 TWh, was 32,8 % der Verkäufe auf dem Heimmarkt entspricht. Die Großindustrie profitiert von niedrigeren Tarifen, da die Verteilungskosten niedriger sind. 2009 zahlten die größten Industriekunden durchschnittlich 4,79 Cents/kWh. Die Provinzregierung nutzt die tiefen Elektrizitätspreise, um neue Unternehmen anzulocken und die bestehenden Arbeitsplätze zu konsolidieren. Seit 1974 behält sich die Provinzregierung das Recht vor, fallweise große Hochleistungs-Kontingente bestimmten Unternehmen zuzuteilen. Von 1987 bis 2006 betrug deren Grenzwert 175 MW. In der Energiestrategie der Regierung für 2006 bis 2015 wurde dieser Wert auf 50 MW gesenkt.
1987 gingen Hydro-Québec und die Provinzregierung umstrittene Vereinbarungen mit den Aluminiumkonzernen Alcan und Alcoa ein. Mit diesen Risikoteilungsverträgen machte man den Strompreis von einer Reihe von Faktoren abhängig, darunter die Weltmarktpreise für Aluminium und der Wechselkurs des kanadischen Dollars. Diese Vereinbarungen werden schrittweise durch feste Tarife ersetzt. Am 10. Mai 2007 unterzeichnete die Provinzregierung eine Vereinbarung mit Alcan, mit der die Wasserrechtskonzessionen für die Flüsse Saguenay und Péribonka erneuert werden. Im Gegenzug hat sich Alcan dazu verpflichtet, in die Anlagen in Québec zu investieren, Arbeitsplätze zu erhalten und den Unternehmenssitz in Montreal zu belassen. Eine ähnliche Vereinbarung mit Alcoa wurde am 19. Dezember 2008 getroffen. Sie ist bis 2040 gültig und garantiert die Energieversorgung der Aluminiumwerke in Baie-Comeau, Bécancour und Deschambault-Grondines. Gleichzeitig kann die Produktion in Baie-Comeau um rund ein Fünftel auf 548.000 Tonnen jährlich erhöht werden.
Mehrere Ökonomen, darunter Jean-Thomas Bernard und Gérard Bélanger von der Université Laval, zweifeln die Strategie der Regierung an und argumentieren, dass Verkäufe an große Industriekunden der Quebecer Wirtschaft teuer zu stehen kommen. In einem 2008 veröffentlichten Artikel rechnen die Forscher vor, dass ein Arbeitsplatz in einem neuen Aluminiumwerk oder in einem Expansionsprojekt jährlich zwischen 255.357 und 729.653 Dollar kostet, wenn man die Einnahmen für überschüssige Energie berücksichtigt, die im Exportmarkt erzielt werden könnten. Der Verband der industriellen Stromverbraucher Québecs bestreitet diese Argumentation und weist mit Blick auf die Daten der Jahre 2000 bis 2006 darauf hin, dass die Exportpreise bei steigenden Mengen sinken. Gemäß Verbandspräsident Luc Boulanger führen die hohe Volatilität des Elektrizitätsmarktes und die physischen Einschränkungen der Übertragungsinfrastruktur dazu, dass die Menge an exportierbarer Elektrizität bei höheren Preisen kleiner wird.

### Exportmarkt
|                                | 2013   | 2012   | 2011   | 2010   | 2009   | 2008   | 2007   | 2006   | 2005   | 2004   |
| ------------------------------ | ------ | ------ | ------ | ------ | ------ | ------ | ------ | ------ | ------ | ------ |
| Exporte (GWh)                  | 32.208 | 28.089 | 23.680 | 20.154 | 19.952 | 21.299 | 19.624 | 14.458 | 15.342 | 14.392 |
| Einnahmen (Mill. CAD)          | 1.525  | 1.194  | 1.252  | 1.304  | 1.287  | 1.919  | 1.617  | 1.149  | 1.464  | 1.084  |
| Durchschn. Einnahmen (CAD/MWh) | 47,35  | 42,51  | 52,87  | 64,70  | 64,50  | 90,10  | 82,40  | 79,47  | 95,42  | 75,32  |

Hydro-Québec verkauft einen Teil seiner überschüssigen Elektrizität an benachbarte Netze in Kanada und in den Vereinigten Staaten, mittels langfristiger Verträge oder Transaktionen an den Strombörsen von Neuengland, dem Bundesstaat New York und der Provinz Ontario. Zwei spezialisierte Tochtergesellschaften für den Energiemarkt, Marketing d’énergie HQ und HQ Energy Services (U.S.), führen im Namen des Unternehmens den Stromhandel durch. Im Jahr 2011 exportierte Hydro-Québec 26,763 TWh Elektrizität, was Einnahmen von 1,399 Milliarden Dollar generierte.

#### Spotmärkte

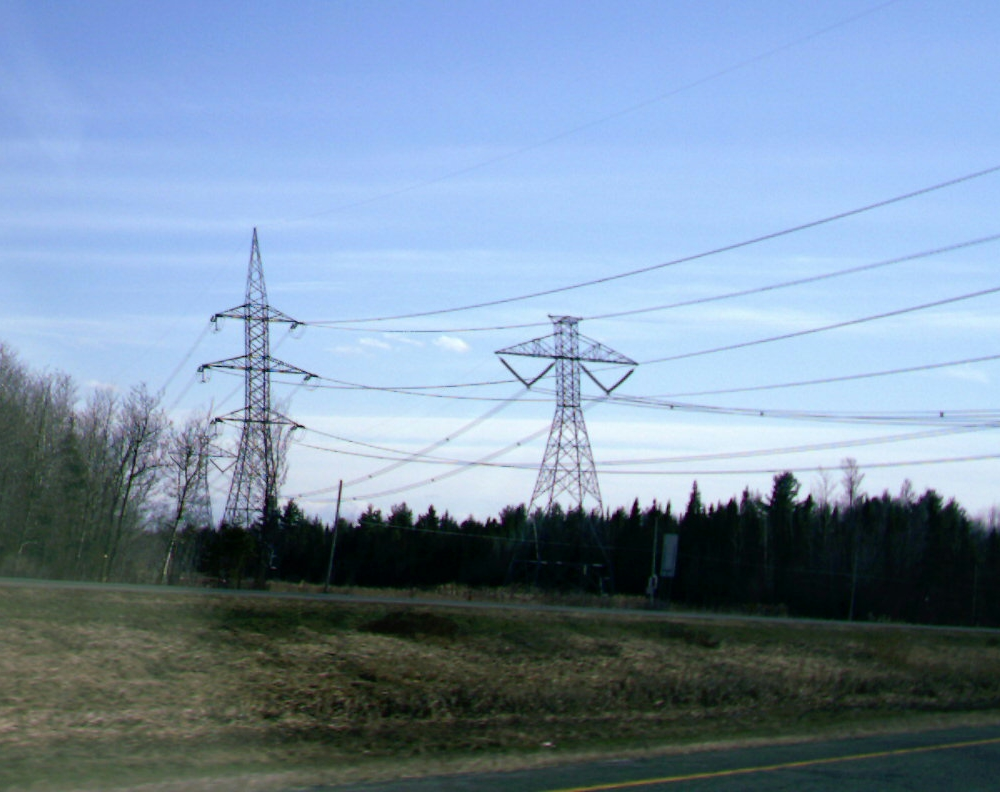
Ein Teil des in Neuengland verbrauchten Stroms stammt aus den Kraftwerken nahe der Baie James. Die HGÜ Québec–Neuengland führt von dort in die Nähe von Boston.

Das Unternehmen nutzt bei seinen Exportaktivitäten in Spotmärkten mehrere Vorteile aus. Erstens haben Schwankungen bei den Preisen für fossile Energieträger keine Auswirkungen auf die Kosten, da Wasserkraft keine Brennstoffe benötigt. Zweitens kann Hydro-Québec bei der Produktion äußerst flexibel auf schwankende Nachfrage reagieren, so dass es tagsüber Elektrizität zu höheren Preisen verkaufen und nachts, wenn die Tarife niedriger sind, die Speichermengen regenerieren kann. Drittens werden die Spitzen im Quebecer Stromnetz aufgrund der Elektroheizungen im Winter erreicht, während in den benachbarten Netzen die Nachfrage im Sommer aufgrund des Einsatzes von Klimaanlagen bei warmen Temperaturen höher ist.

#### Langfristige Vereinbarungen
Zwar sind die meisten Exportverkäufe kurzfristige Transaktionen, doch Hydro-Québec ist auch langfristige Vereinbarungen eingegangen. 1990 traf das Unternehmen mit einer Gruppe von 13 Energieversorgern im benachbarten Vermont eine Vereinbarung für den Verkauf von 328 MW. In diesem US-Bundesstaat deckt Hydro-Québec 28 % des Strombedarfs ab. Am 11. März 2010 schlossen Green Mountain Power und Central Vermont Public Service, die zwei größten Energieversorger Vermonts, einen Vertrag mit einer Laufzeit von 26 Jahren. Bis 2038 sollen bis zu 225 MW Strom aus Wasserkraft bezogen werden, wobei die Preise so gestaltet werden, dass die Konsumenten vor heftigen Ausschlägen der Marktpreise bewahrt werden. Zur Absicherung dieser Vereinbarung setzte Gouverneur Jim Douglas am 4. Juni 2010 ein vom Vermonter Parlament beschlossenes Gesetz über erneuerbare Energien in Kraft. Eine zweite langfristige Vereinbarung besteht bis 2019 mit Cornwall Electric, einer Tochtergesellschaft von Fortis Inc. mit 23.000 Kunden in Cornwall in der Provinz Ontario.
Die Wahl von Barack Obama – der die Förderung erneuerbaren Energien unterstützt – zum Präsidenten der Vereinigten Staaten im Jahr 2008 wird als positiver Einfluss auf die Entwicklung von Hydro-Québec gesehen. Trotz des Erfolgs der bisherigen Strategie der kurzfristigen Verkäufe in benachbarten Strommärkten bat die Provinzregierung das Unternehmen im Februar 2009, einen neuen strategischen Plan mit Fokus auf langfristige Vereinbarungen mit US-amerikanischen Energieversorgern auszuarbeiten. Der neue strategische Plan wurde im Juli 2009 veröffentlicht.

## Einfluss auf die Gesellschaft Québecs

### Nationale Identität und Populärkultur
Seit Beginn des 21. Jahrhunderts befassen sich Forscher vermehrt mit dem Einfluss von Hydro-Québec auf die Identität und die Kultur Québecs. Nach Ansicht des Historikers Stéphane Savard stehe das Unternehmen im Mittelpunkt der politischen, wirtschaftlichen, sozialen und kulturellen Aspekte des zeitgenössischen Québec. Es sei mehr als ein gewöhnliches Staatsunternehmen, sondern ein herausragendes Instrument zur Förderung der symbolischen Darstellung des frankophonen Québec. Die Geographin Caroline Desbiens führt aus, Hydro-Québec sei es gelungen, die Bändigung der Natur des Nordens mit dem erwachenden Nationalbewusstsein der frankophonen Quebecer in Verbindung zu bringen. Stellvertretend dafür seien Slogans wie « Nous sommes Hydro-Québécois » („Wir sind Hydro-Quebecer“) oder « L’électricité est dans notre nature » („Die Elektrizität liegt in unserer Natur“). Diese anfänglich neokolonial anmutende Betrachtungsweise habe auf der anderen Seite dazu geführt, dass die Ureinwohner sich ebenfalls stärker ihrer eigenen Identität bewusst geworden seien und sich auf politischem und juristischem Wege das Recht auf Selbstbestimmung erkämpft hätten. Als Anspielung auf den Begriff Hydro-Québécois und das mit dem Territorium Québecs verbundene Identitätsgefühl spricht Dominique Perron von der Entwicklung des „homo hydroquebecensis“.
Insbesondere der Bau des Kraftwerks Manic-5, der in die Zeit der sozialen und politischen Umwälzungen der Stillen Revolution fällt, fand Eingang in die Populärkultur Québecs. Damals entwickelte sich Hydro-Québec zum Symbol des neuen Quebecer Nationalismus und der neuen Wirtschaftsstrategie der Provinzregierung.
Der belgische Schriftsteller Henri Vernes ließ sich ebenfalls vom gigantischen Projekt inspirieren. Nachdem er auf Einladung der Provinzregierung und von Hydro-Québec die Baustelle besucht hatte, schrieb er 1965 als Teil der Serie Bob Morane den Abenteuerroman Terreur à la Manicouagan. Ein weiterer bekannter Baustellenbesucher war der belgische Comicautor Hergé, der dem Manic-5-Besucherzentrum eine Originalzeichnung von Tim und Struppi und der Abbildung des Dammes im typischen ligne-claire-Stil überreichte. 1966 schrieb Georges Dor mit La Manic einen der erfolgreichsten Quebecer Chansons überhaupt. Es handelt von einem Bauarbeiter, der am Manicouagan in der Einsamkeit des Nordens seiner Ehefrau einen Liebesbrief schreibt. Mit dem Bau von Staudämmen für Hydro-Québec befassen sich auch der Film La neige a fondu sur la Manicouagan (1965) und die Fernsehserie Les bâtisseurs d’eau (1997).
Ende der 1960er Jahre erhielt Jacques About, ein PR-Angestellter der kanadischen Renault-Niederlassung, die Anfrage, ob das Modell Renault Alpine A110 auch in Nordamerika gefragt wäre. Als sich der Hersteller trotz positiver Analyse gegen die Markteinführung entschied, gründete About 1968 ein eigenes Unternehmen namens Automobiles Manic. Dem auf Basis des Renault Alpine entwickelten Sportwagen Manic GT war kein Erfolg beschieden und die Produktion wurde 1971 eingestellt. Zu Beginn der 1980er Jahre war die Profi-Fußballmannschaft Montreal Manic in der North American Soccer League aktiv. Im März 2000 veröffentlichte die kanadische Post eine 46-Cent-Briefmarke mit der Abbildung eines Staudamms.

### Soziale Bewegungen
Soziale Bewegungen und Interessengruppen melden sich bisweilen in den Medien und in drei wichtigen öffentlichen Foren zu Wort: Die parlamentarischen Kommissionen der Nationalversammlung von Québec, die öffentlichen Anhörungen des Bureau d’audiences publiques sur l’environnement und die verschiedenen Anhörungen mit Beteiligung von Hydro-Québec bei der Regulierungsbehörde Régie de l’énergie du Québec. Die Geschäftswelt nimmt in der Regel eine wohlwollende Haltung gegenüber Hydro-Québec ein. Industrieverbände befürworten die Aufrechterhaltung des tiefen und stabilen Preisniveaus und setzen sich für eine Erhöhung der Produktion ein. Vertreter kleiner und mittlerer Unternehmen fordern hingegen eine fairere Preisgestaltung gegenüber Geschäfts- und institutionellen Kunden.
Die Gewerkschaften, insbesondere die im Baugewerbe am aktivsten auftretende Fédération des travailleurs et travailleuses du Québec (FTQ), stehen dem Ausbau der Wasserkraft überwiegend positiv gegenüber, da dieser Sektor zahlreiche Arbeitsplätze schafft. Die FTQ sprach sich auch für den Weiterbetrieb des Kernkraftwerks Gentilly aus. Die Umweltbewegung wiederum hat ein komplexes Verhältnis zu Hydro-Québec. Gewisse Gruppierungen verhalten sich fast völlig neutral und billigen das Mäzenatentum des Staatsunternehmens, andere melden sich gezielt zu Wort. Mehrere Organisationen wurden eigens zum Zweck gegründet, um den Ausbau der Wasserkraft zu stoppen oder um den Betrieb von Gentilly zu beenden. Gemäß den Soziologen Bertrand Perron, Jean-Guy Vaillancourt und Claire Durand kann diese Ambivalenz der Umweltbewegung Québecs mit der „sozialdemokratischen Logik“ des Unternehmens erklärt werden, die sich aus dem Status als Staatsbetrieb und aus seiner Symbolkraft für die Autonomie und Entwicklung Québecs ergibt.

## Aktuelle Publikationen von Hydro-Québec
- Rapport annuel 2013. Hydro-Québec, Montreal 2014, ISBN 978-2-550-69722-0 (französisch, online [Memento vom 28. Oktober 2014 im Internet Archive] [PDF; 9,2 MB; abgerufen am 24. Oktober 2021] Jahresbericht 2013, PDF, 9,2 MB).
- Plan stratégique 2009–2013. Efficacité énergétique, énergies renouvelables et innovation technologique. Hydro-Québec, Montreal 2009, ISBN 978-2-550-56309-9 (französisch, online [Memento vom 27. März 2013 im Internet Archive] [PDF; 4,8 MB; abgerufen am 24. Oktober 2021] Strategischer Plan 2009–2013).
- Profil financier 2011–2012. Hydro-Québec, Montreal 2012, ISBN 978-2-550-63881-0 (französisch, online [Memento vom 17. Juni 2012 im Internet Archive] [PDF; 3,7 MB; abgerufen am 24. Oktober 2021] Finanzielles Profil 2011–2012, PDF, 4,1 MB).
- Rapport sur le développement durable 2013. Hydro-Québec, Montreal 2014, ISBN 978-2-550-70258-0 (französisch, online [Memento vom 12. Mai 2014 im Internet Archive] [PDF; 10,4 MB; abgerufen am 24. Oktober 2021] Bericht zur nachhaltigen Entwicklung 2013, PDF, 10,4 MB).
- Plan d’action de développement durable 2009–2013. Hydro-Québec, Montreal 2009, ISBN 978-2-550-55277-2 (französisch, online [Memento vom 26. Juni 2011 im Internet Archive] [PDF; 401 kB; abgerufen am 24. Oktober 2021] Maßnahmenplan für die nachhaltige Entwicklung 2009–2013, PDF, 401 MB).